# Biserica de lemn din Țiptelnic

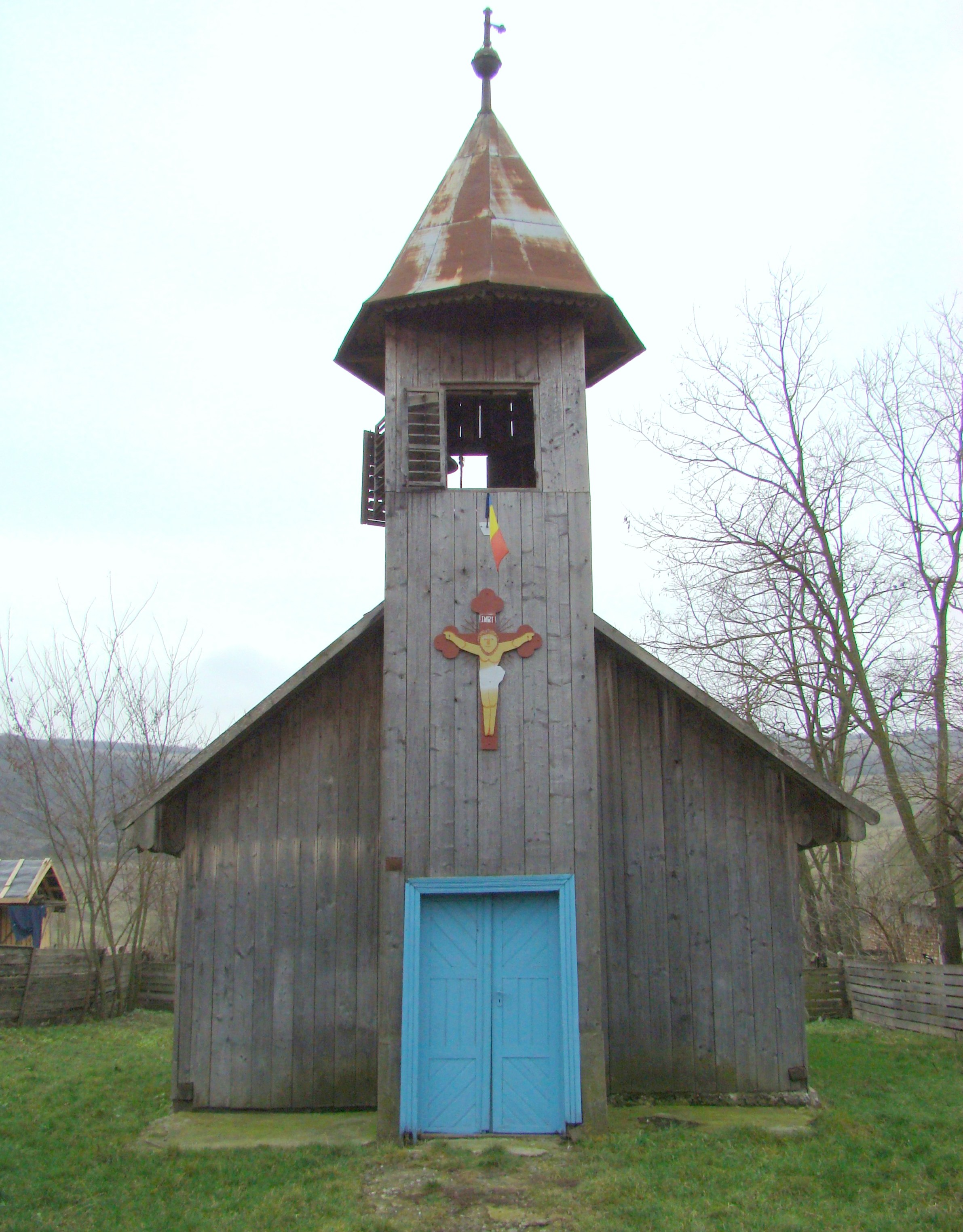
Biserica de lemn „Schimbarea la Faţă” din Ţiptelnic, comuna Band, județul Mureș, foto: decembrie 2009.

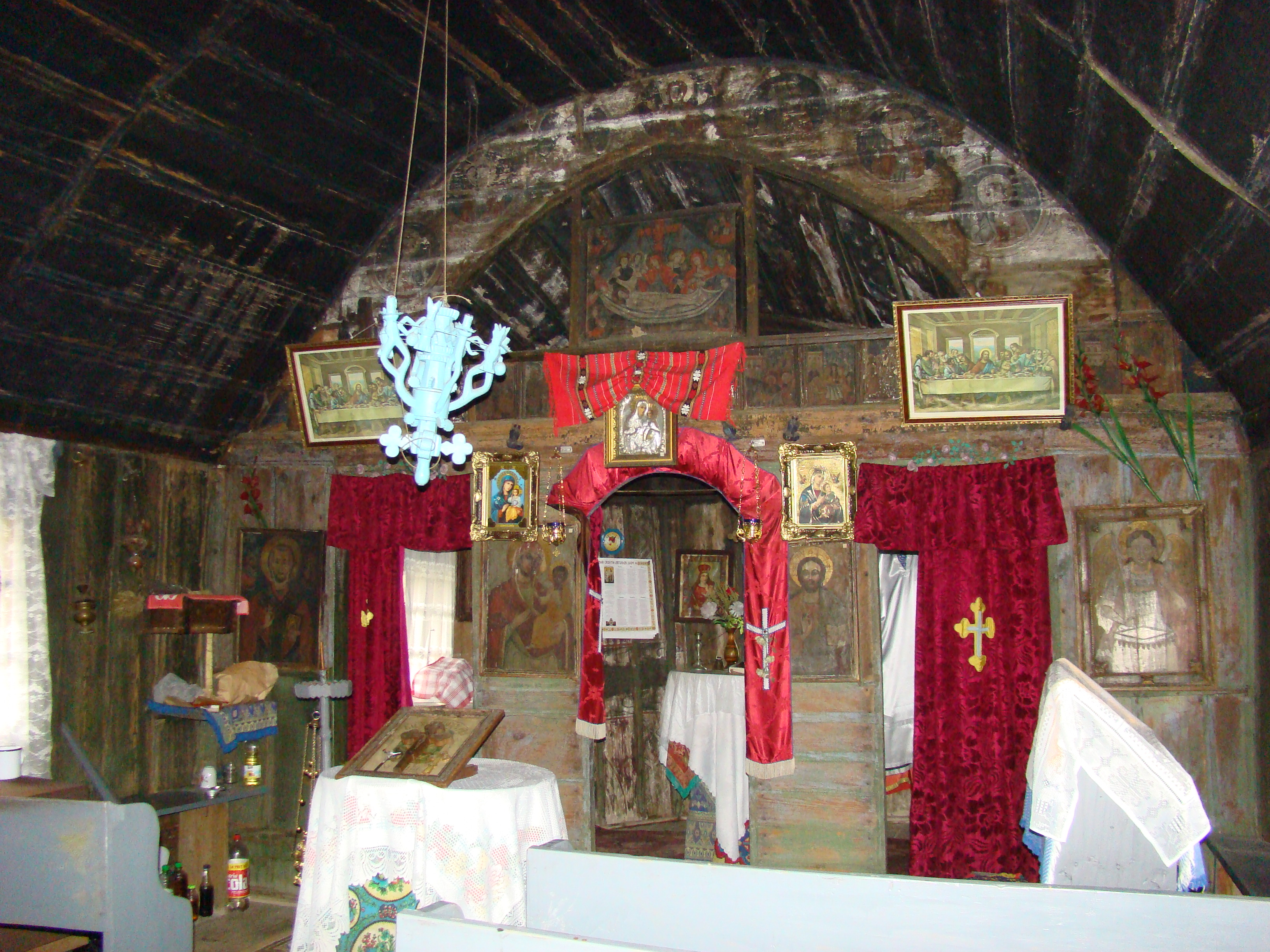
Nava spre iconostas

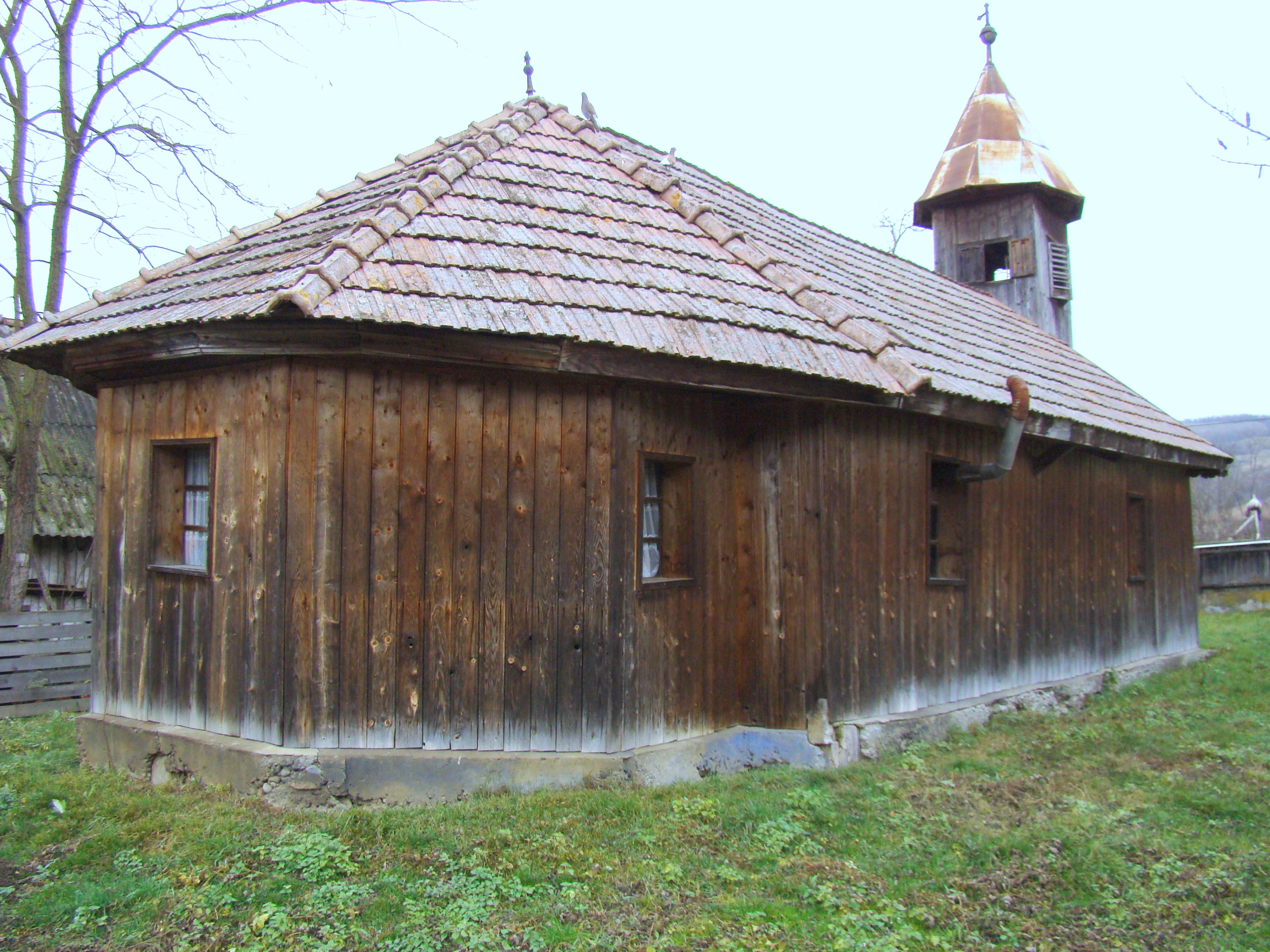
Biserica (nord-est)

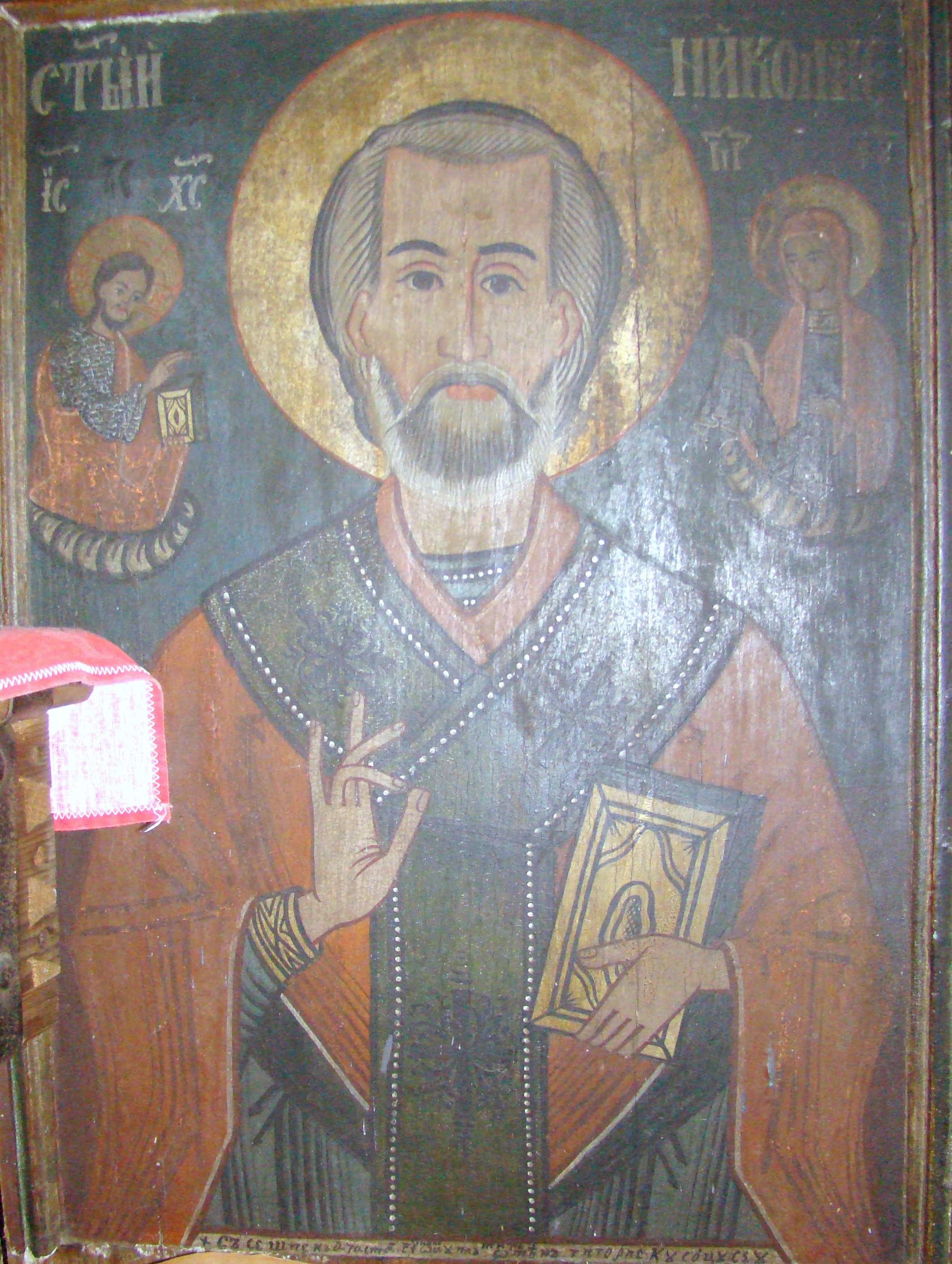
Sfântul Ierarh Nicolae

Biserica de lemn din Țiptelnic, comuna Band, județul Mureș. Conform șematismului greco-catolic de la 1900, biserica a fost constrută în 1770. În listele oficiale ale Ministerului Culturii și Cultelor, biserica apare ca fiind edificată, probabil, în 1777. În ceea ce privește hramul, biserica figurează cu hramuri diferite în funcție de sursa de informație, acesta fiind „Sfinții Arhangheli Mihail și Gavriil” sau „Schimbarea la Față”. Biserica se află pe noua listă a monumentelor istorice sub codul LMI:  MS-II-m-B-16057.

## Istoric și trăsături
Țiptelnic este cea mai mică localitate componentă a comunei Band, fiind atestată documentar pentru prima dată doar în anul 1602, sub denumirea de Szaltelek.
Localitatea este cunoscută ca având de-a lungul timpului o populație majoritar românească. Recensământul din 1857 menționa 236 locuitori din care 168 erau greco-catolici, 22 romano-catolici și 46 reformați. În cursul secolului XX, satul Țiptelnic resimte din plin fenomenul depopulării, recensământul din 1992 menționând un număr de 185 locuitori față de cei 335 locuitori pe care îi avea în 1910.
Biserica de lemn este menționată pentru prima dată în Șematismul greco-catolic din 1900: „Bis. de lemn din an 1770, renovată 1894 în onoarea ss. Archangeli”. Deoarece Conscripția din 1750 menționa la rândul ei existența unei biserici, se presupune că lăcașul de cult construit în 1770 l-a înlocuit pe cel dintâi, cu recuperarea în mare măsură a materialelor componente datorită lipsei materialului lemnos din zonă.
Actuala biserică este așezată pe fundație din piatră de râu, primele trei rânduri de bârne fiind din lemn de stejar, probabil cele originare, restul fiind din lemn de brad. Probabil la 1896, a fost suprapus turnul-clopotniță, confecționat dintr-o structură de lemn și îmbrăcat în scânduri, acoperișul acestuia având o bază octogonală.

## Imagini din interior

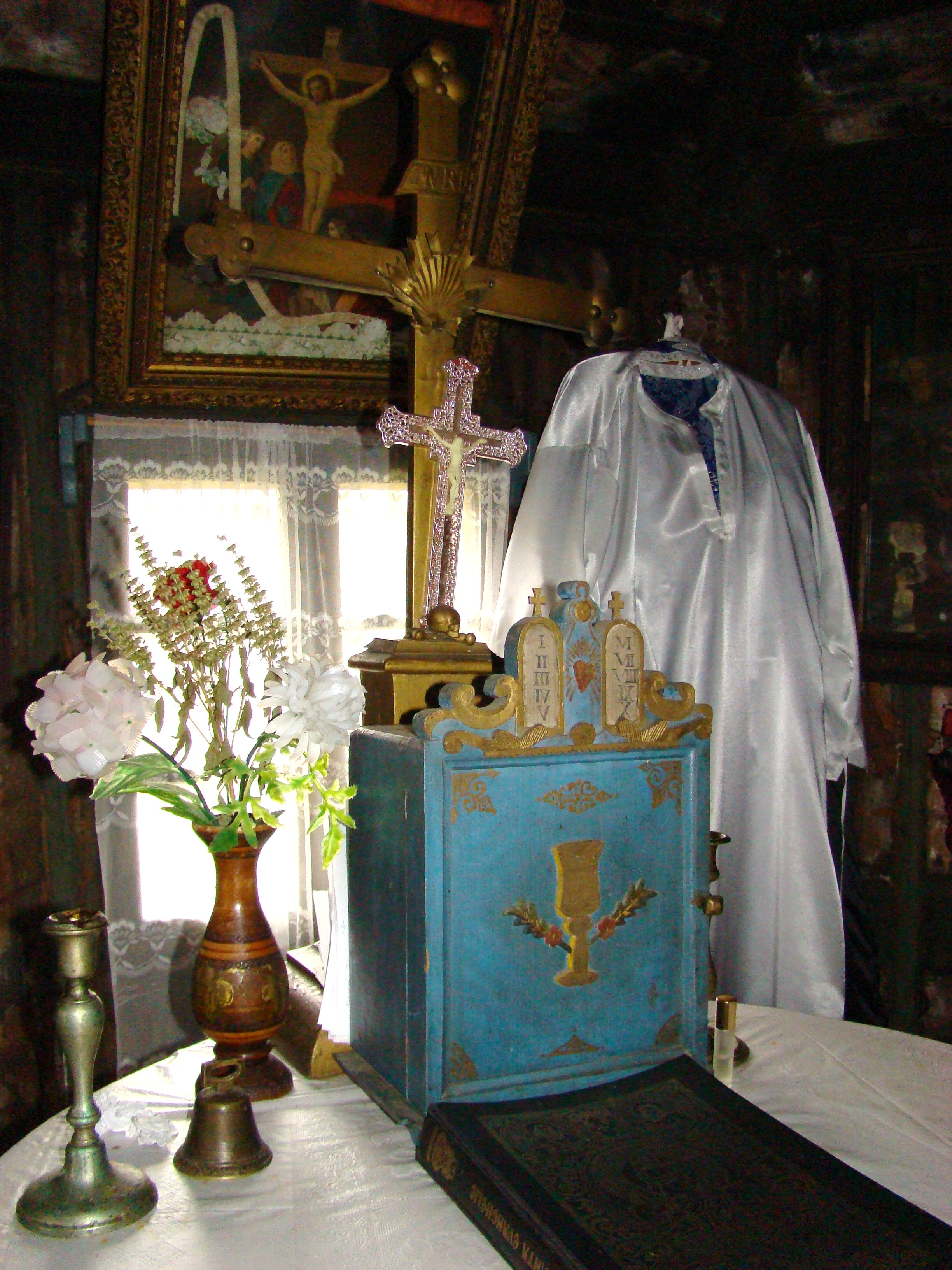
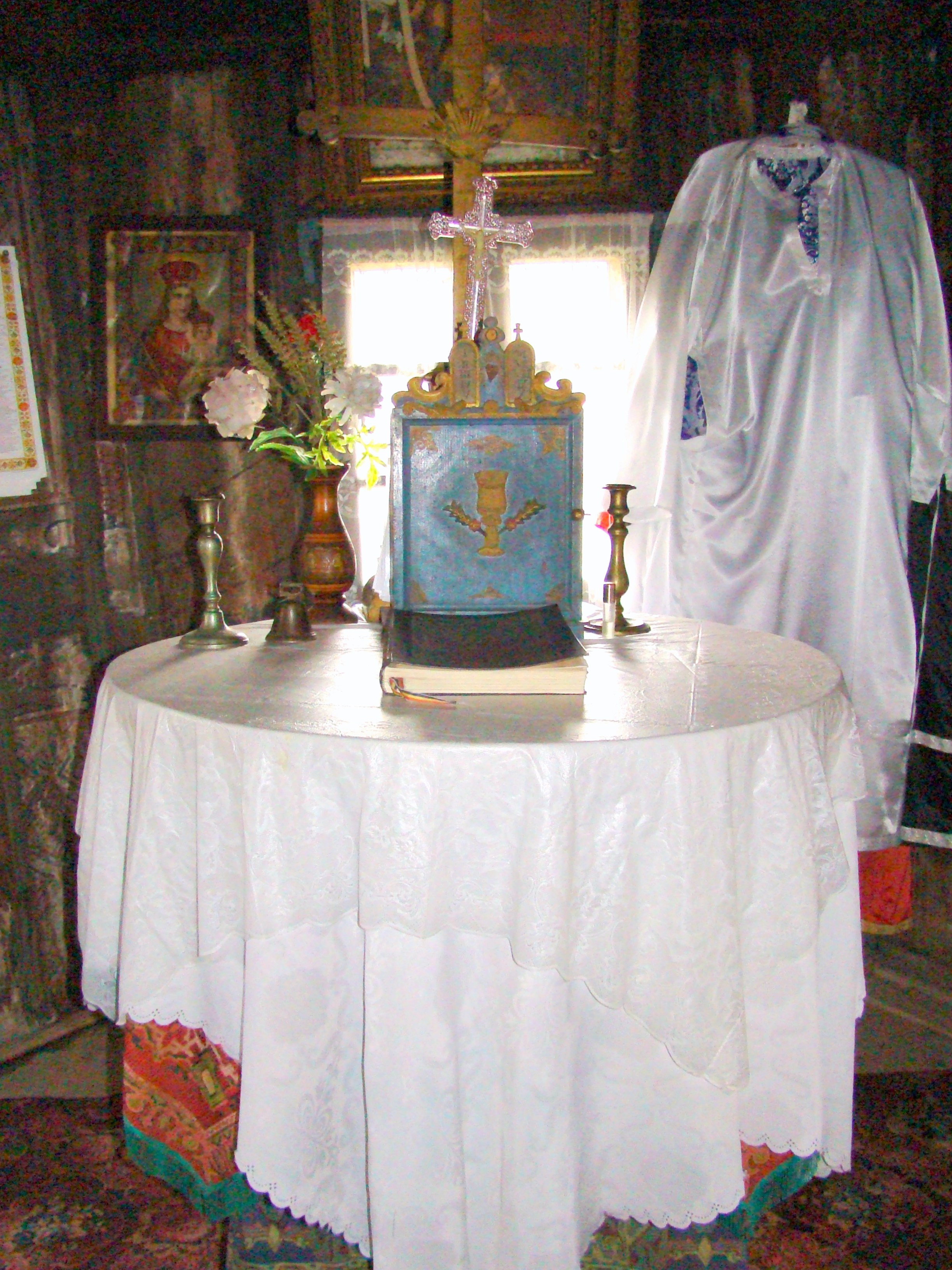
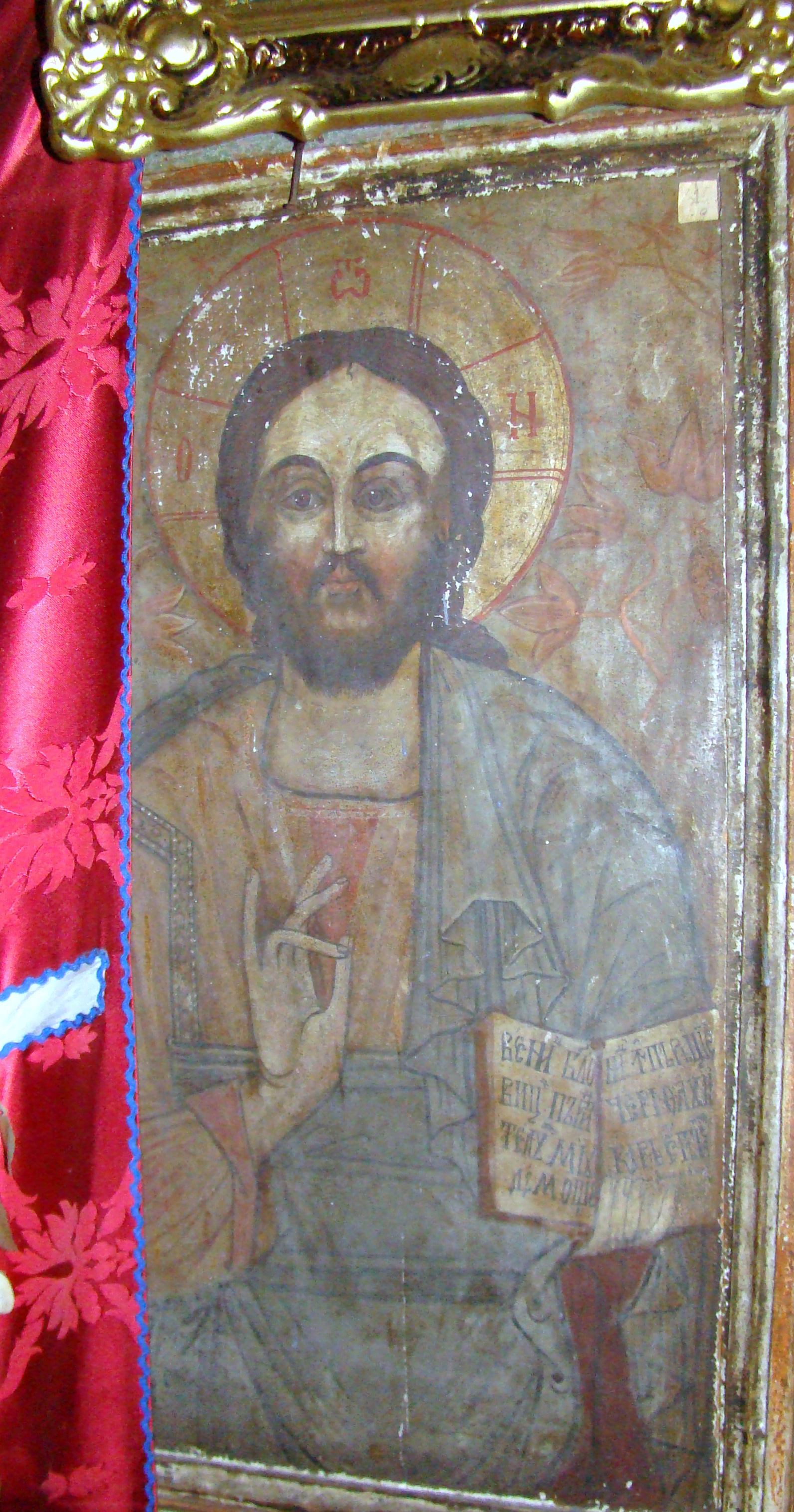
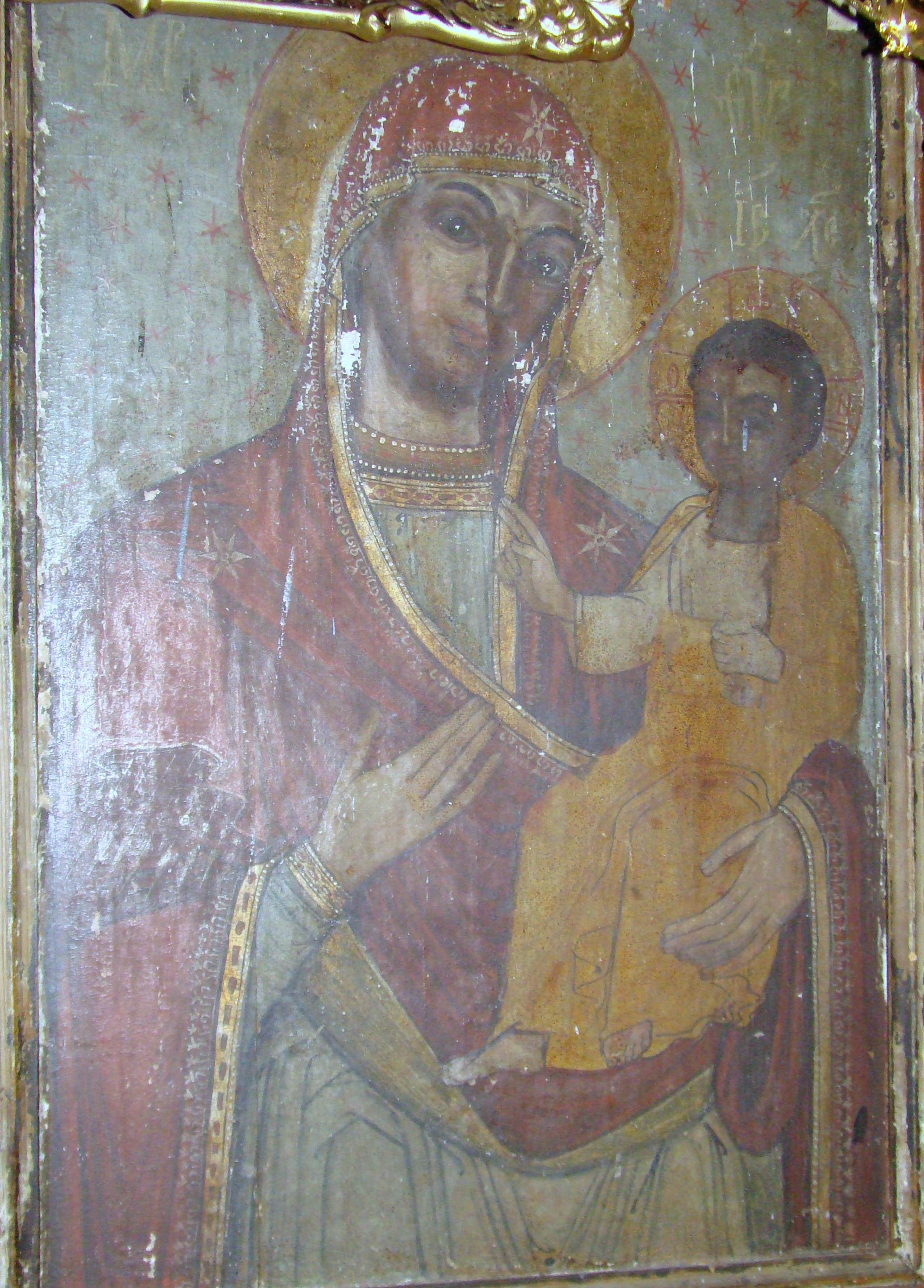
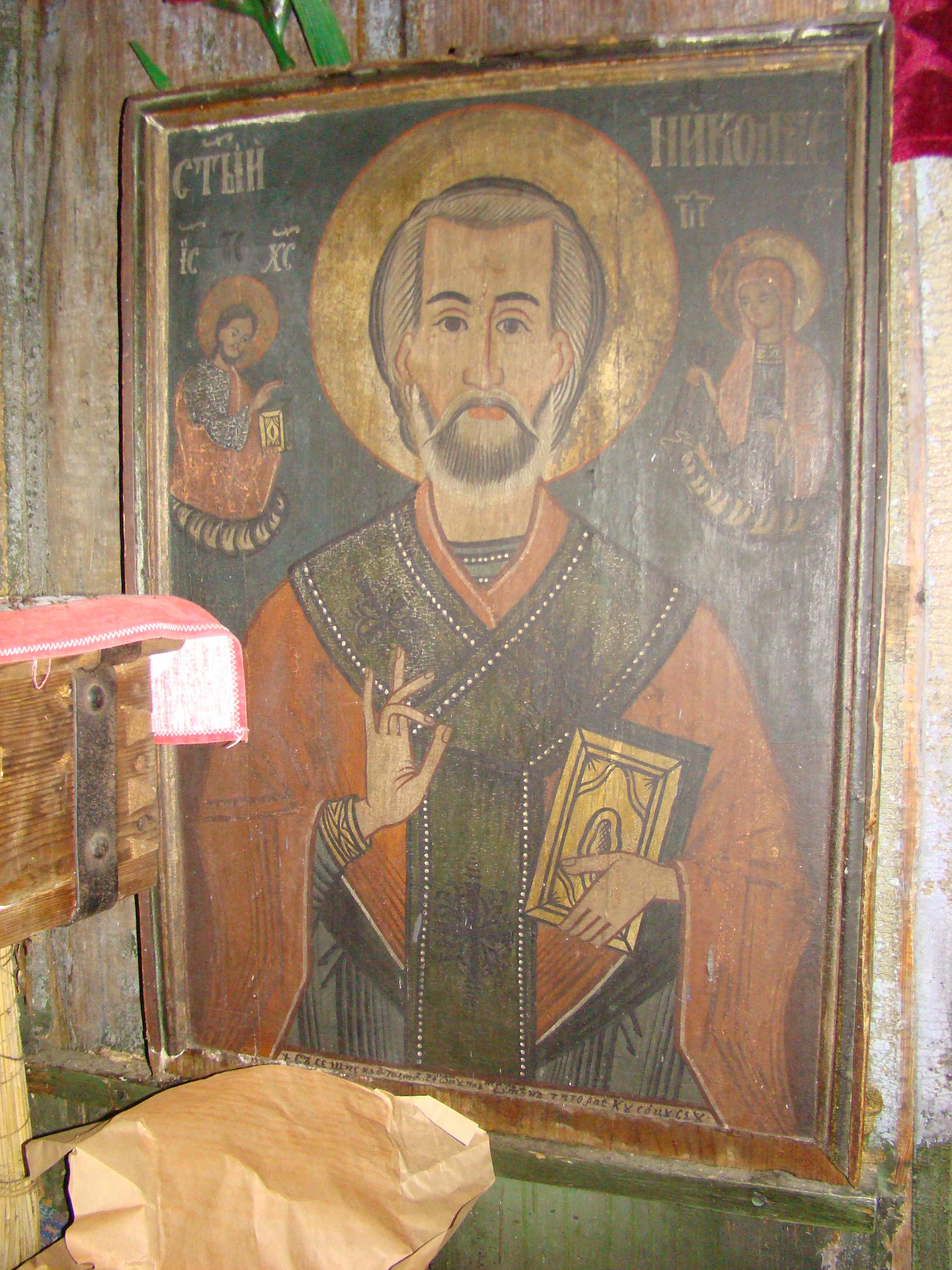
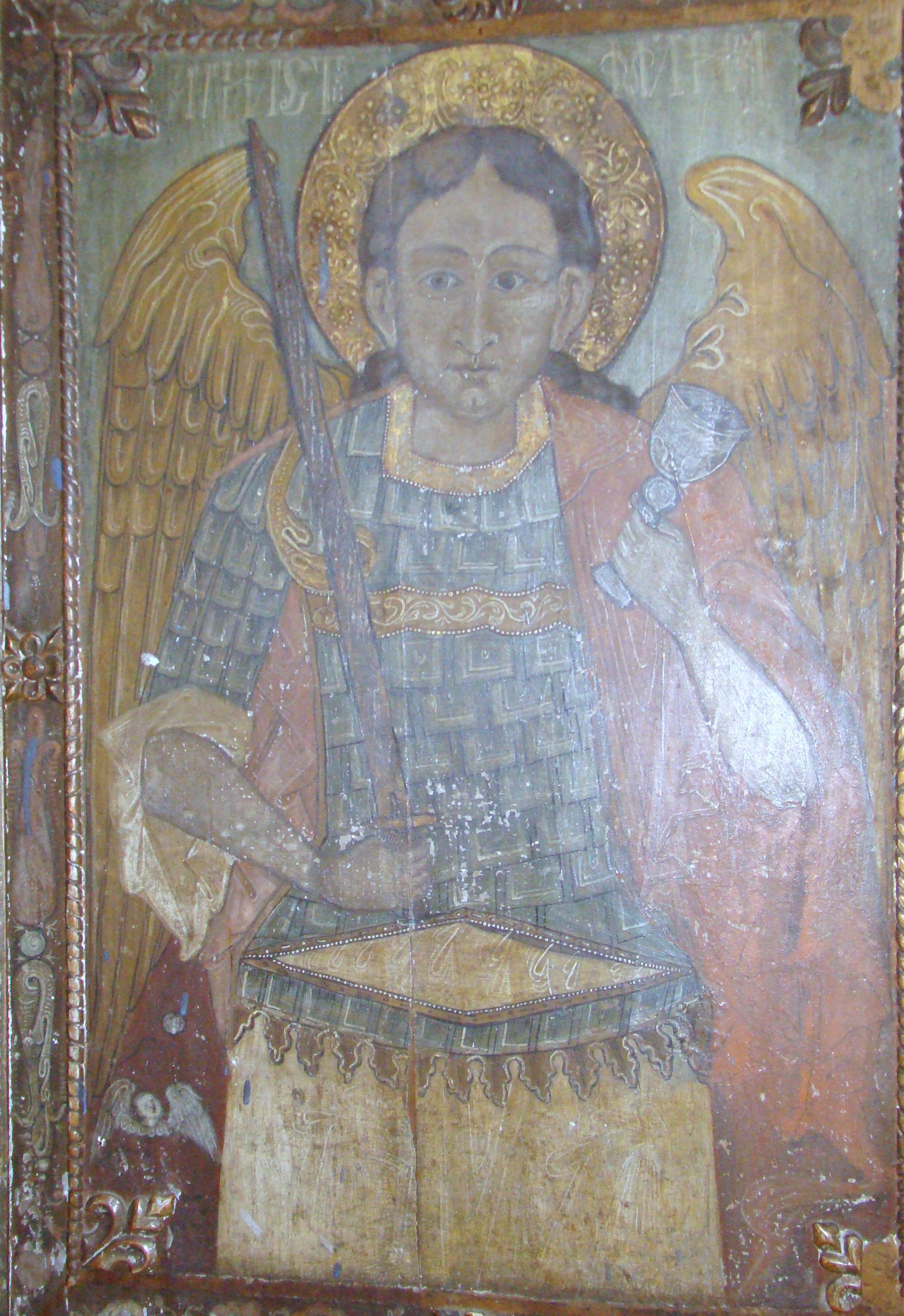
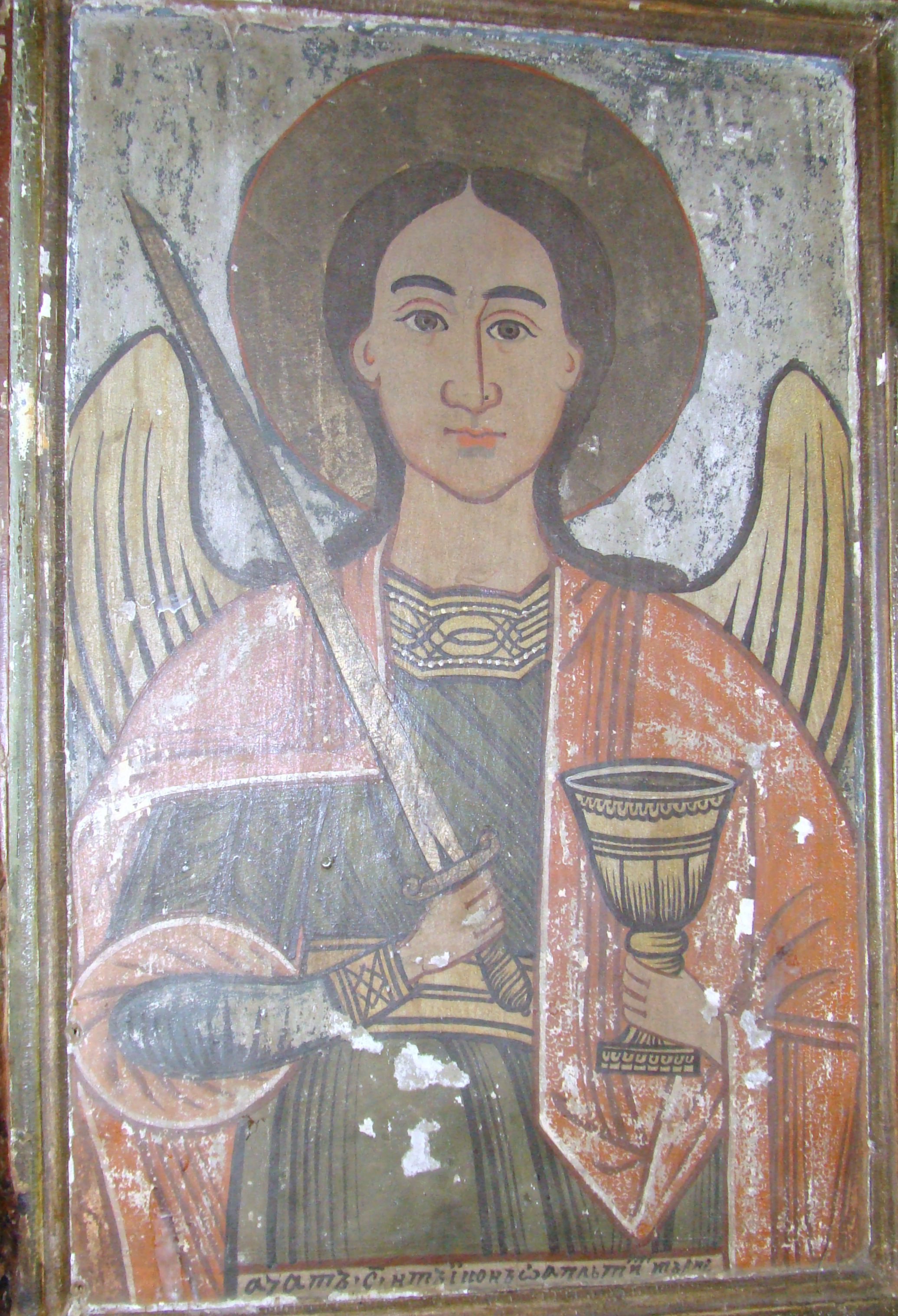
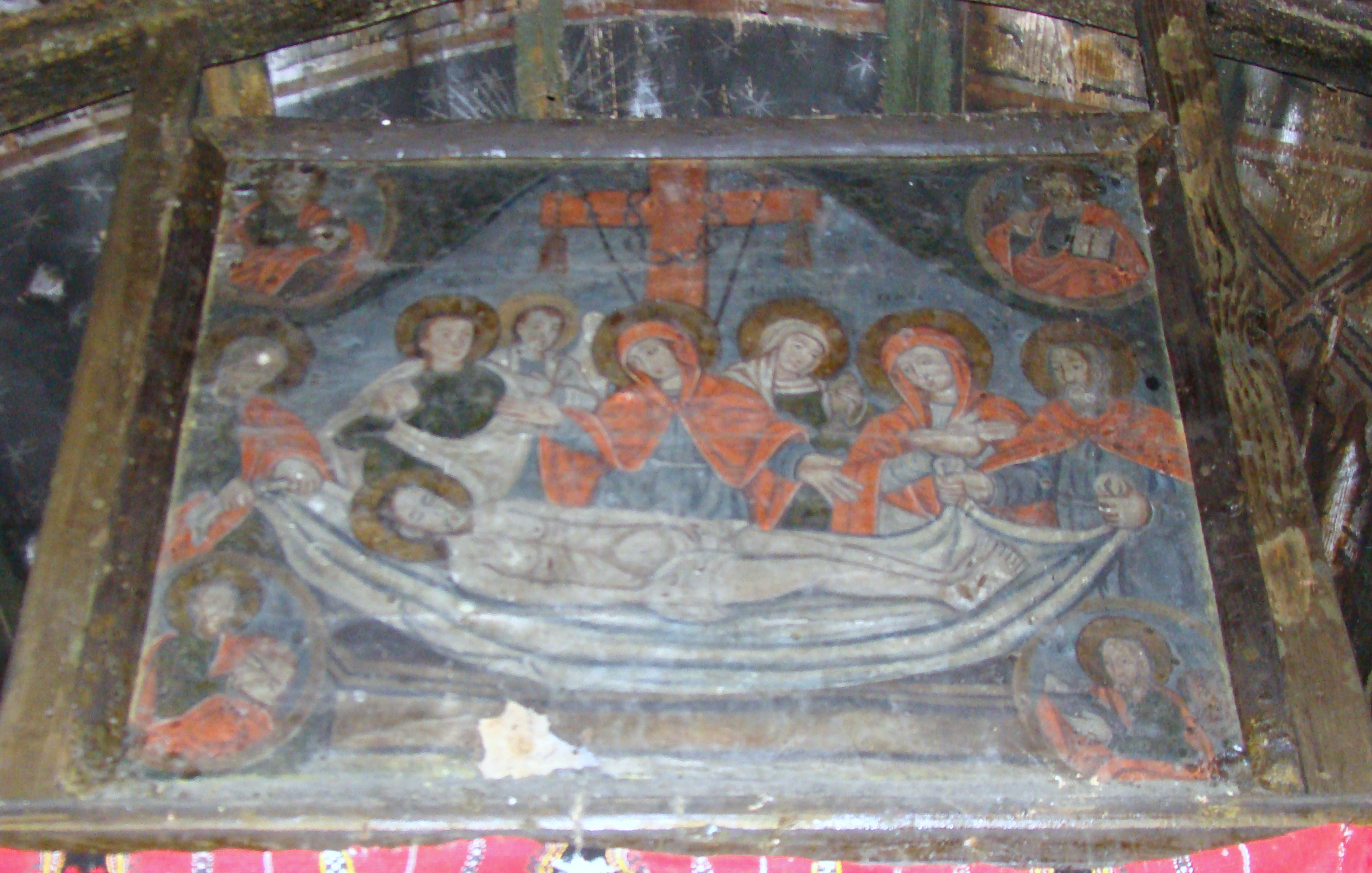
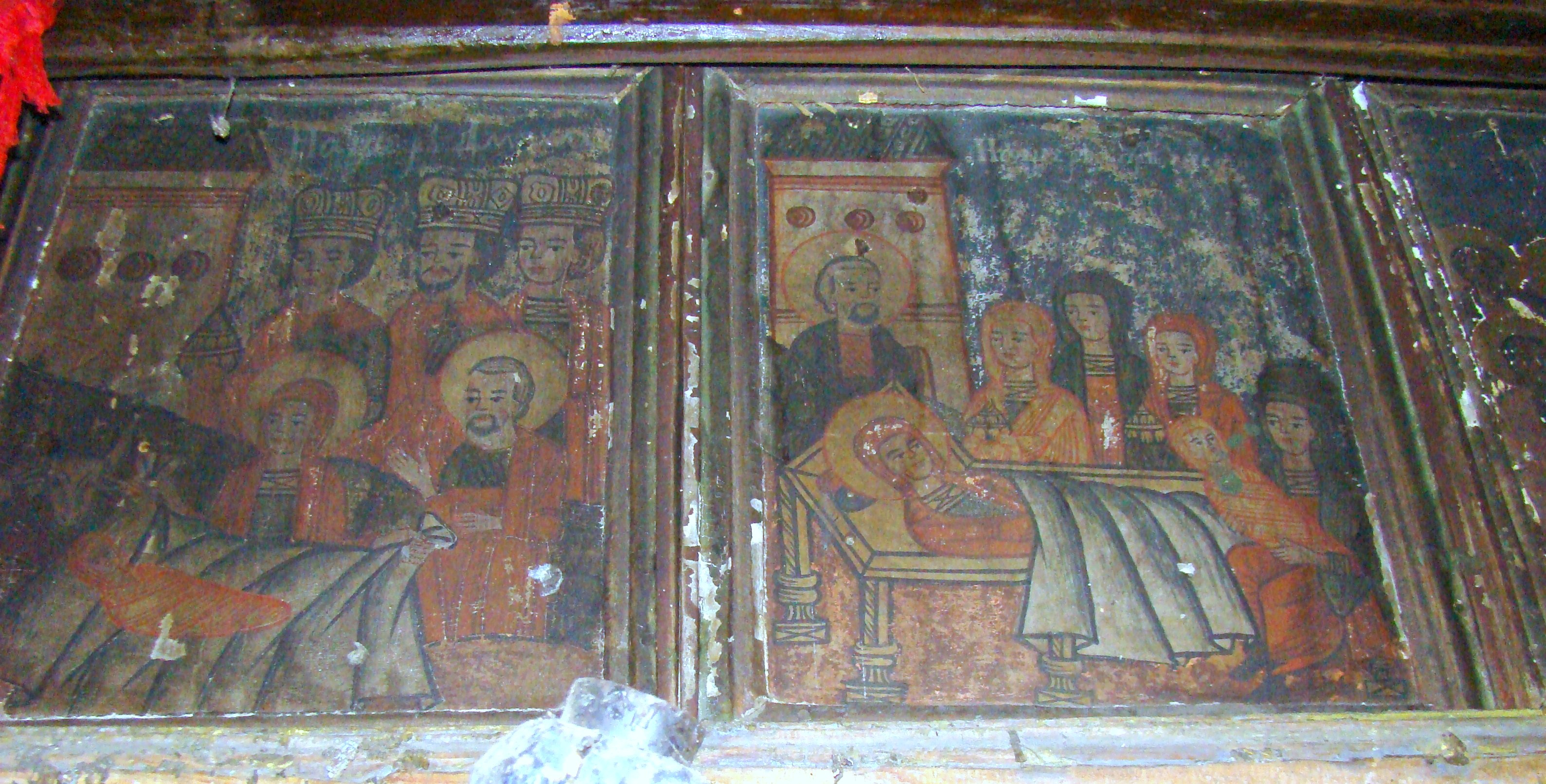
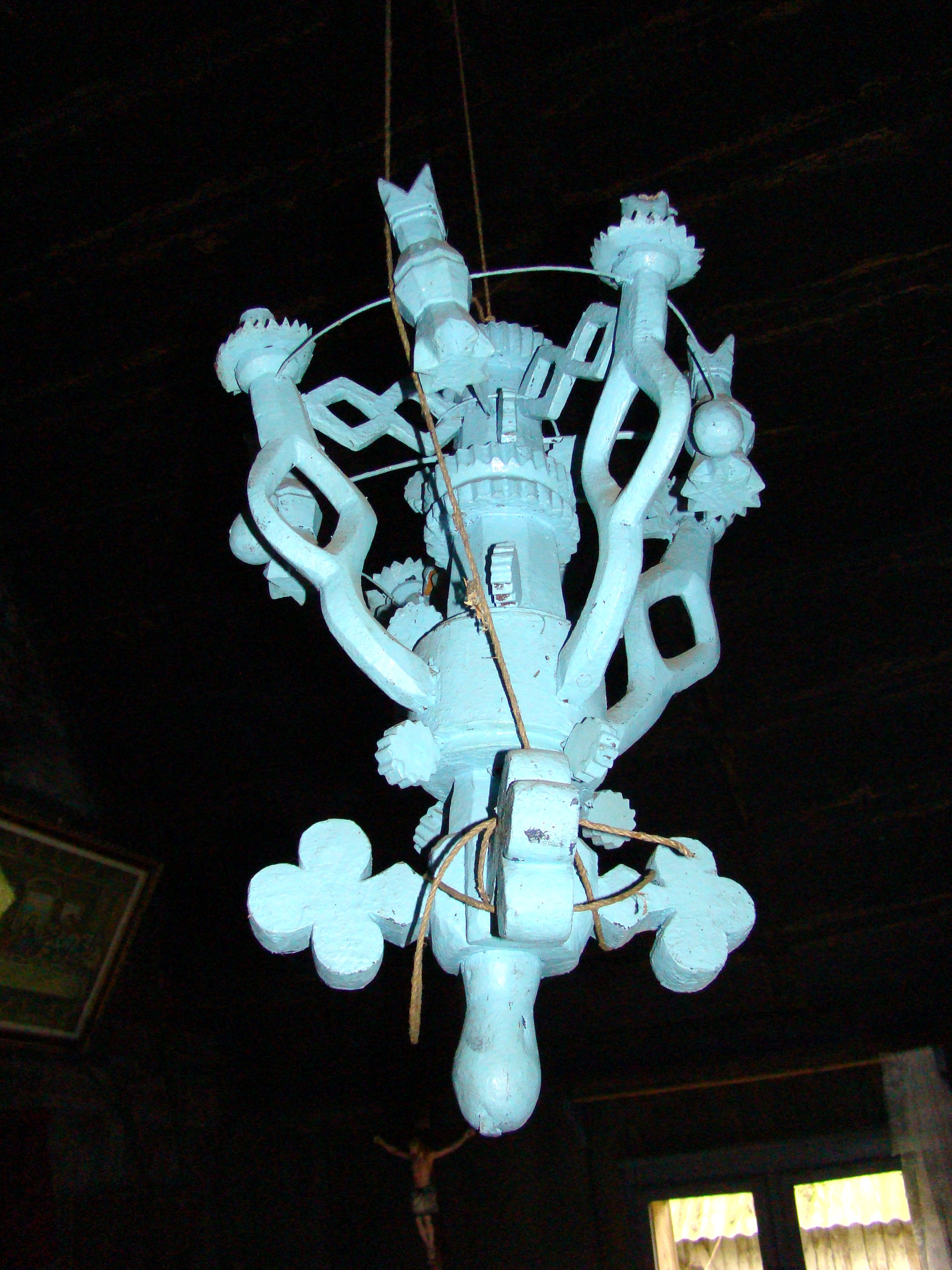
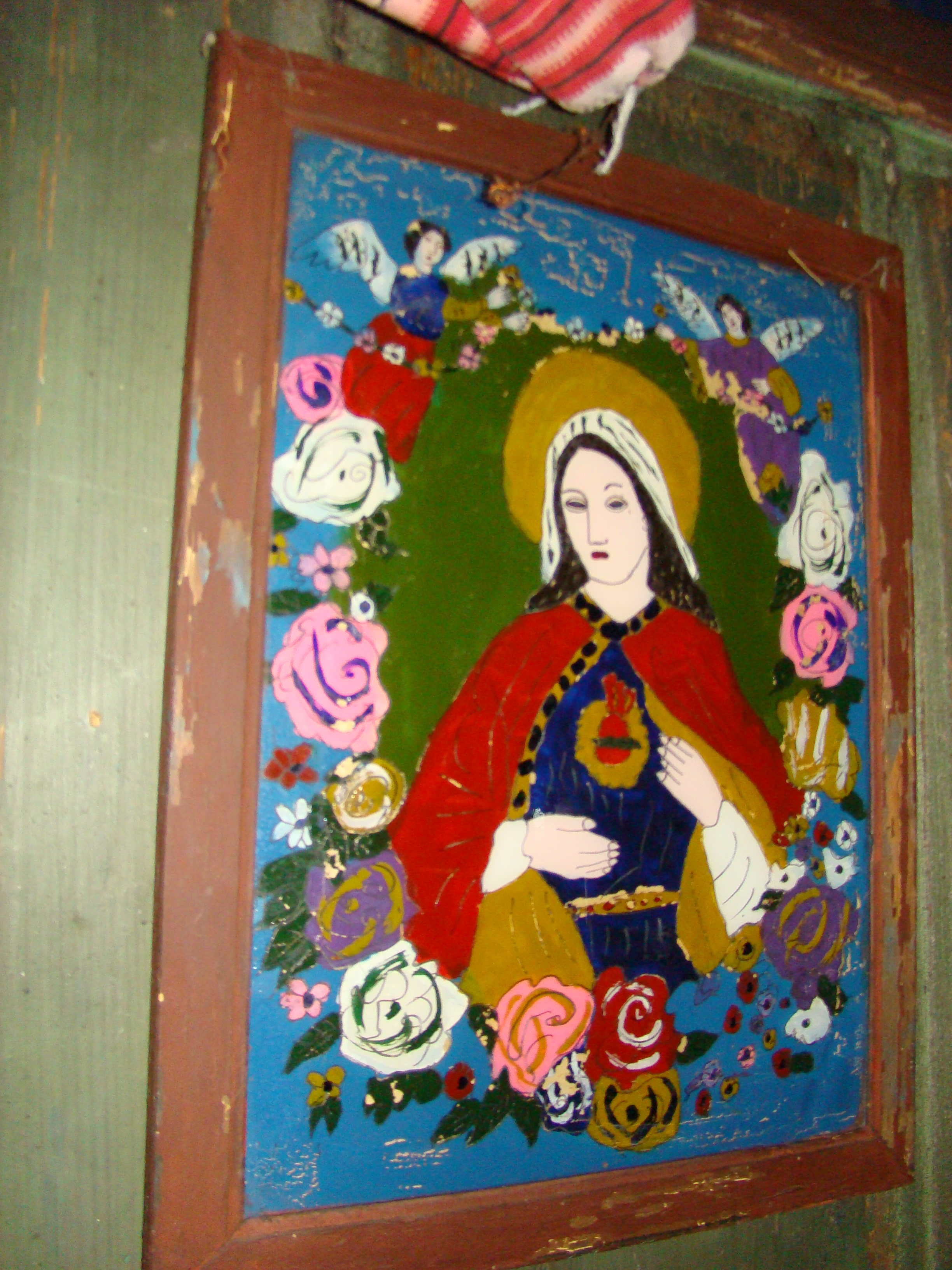
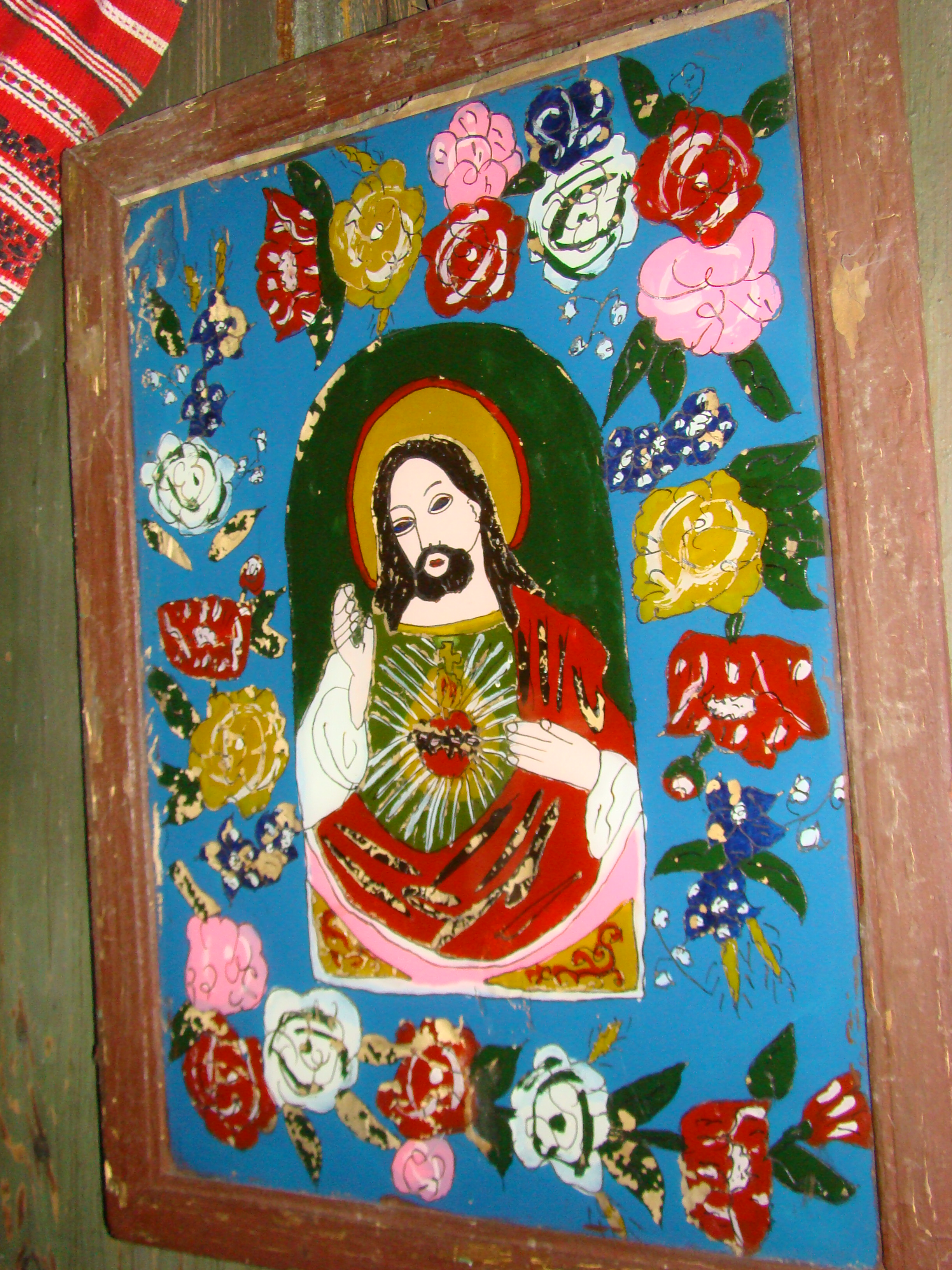
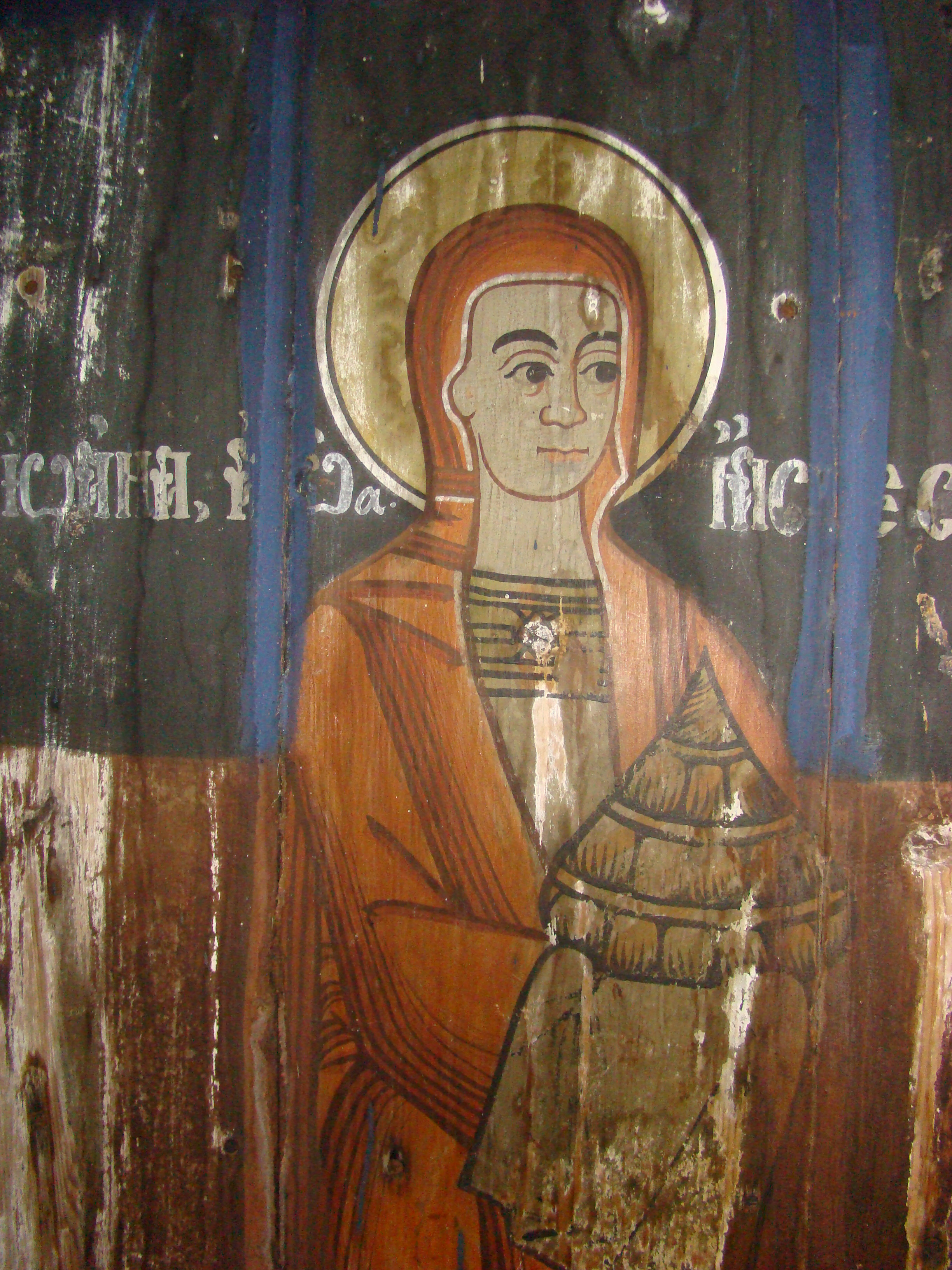
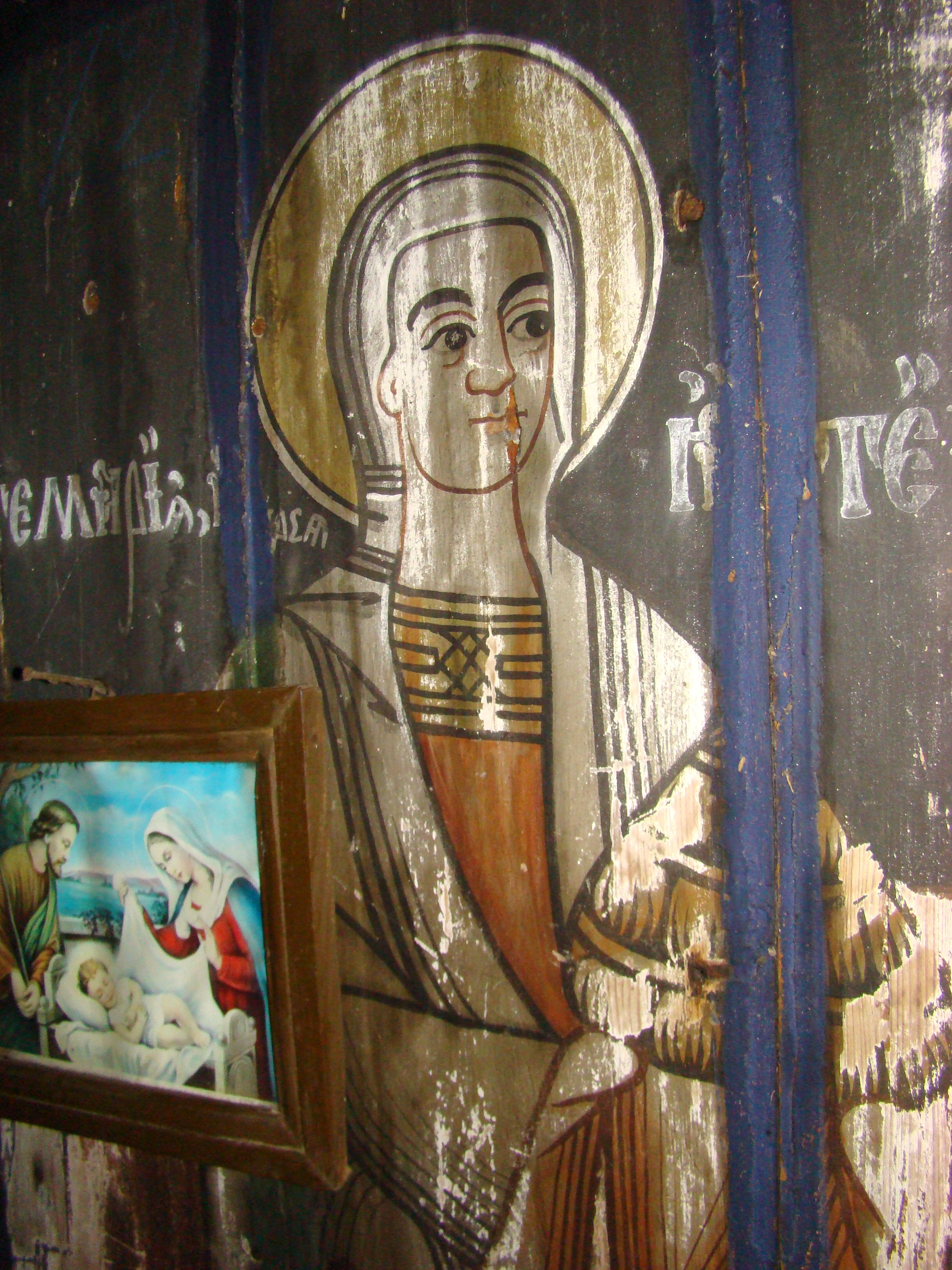
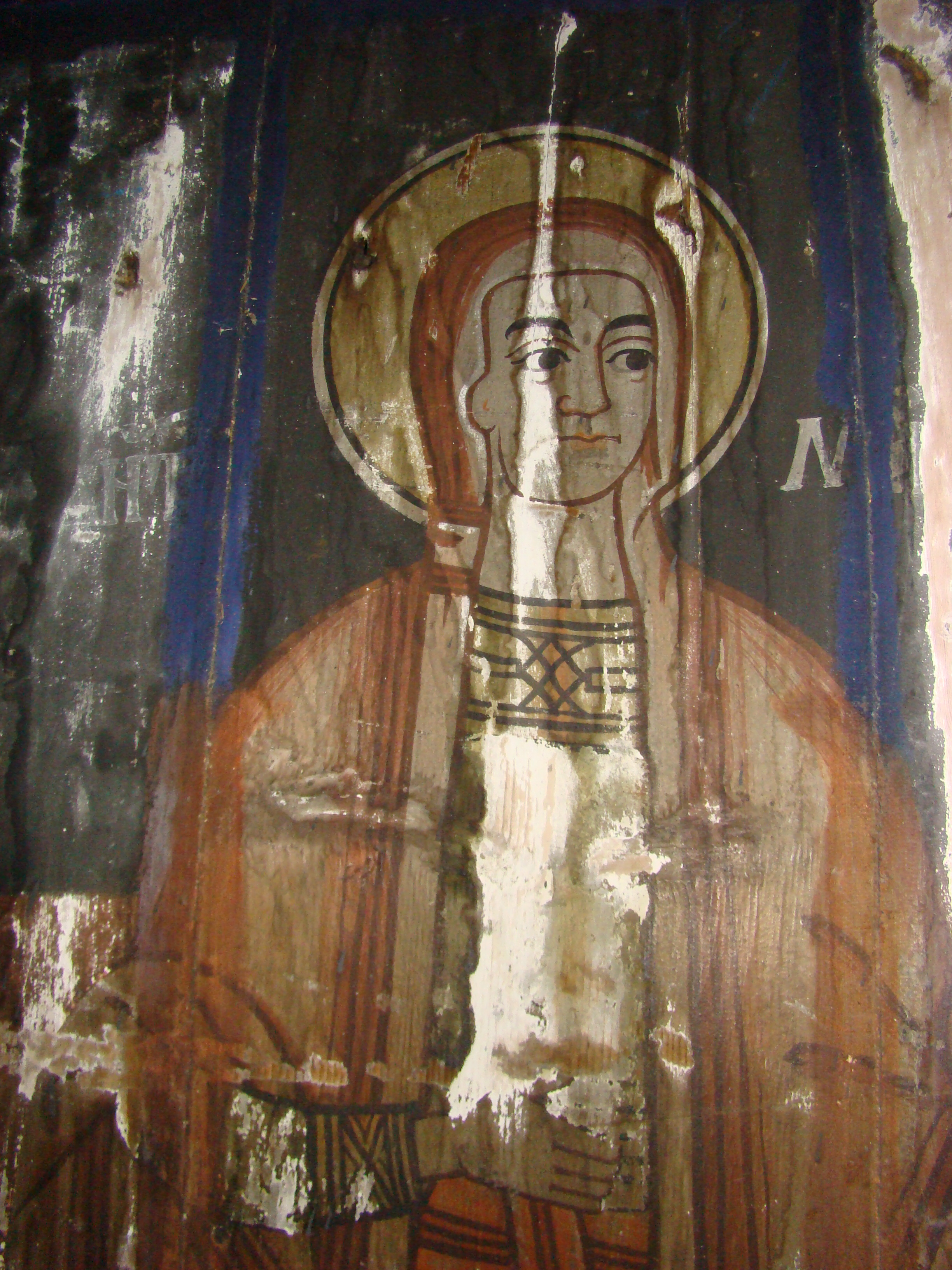
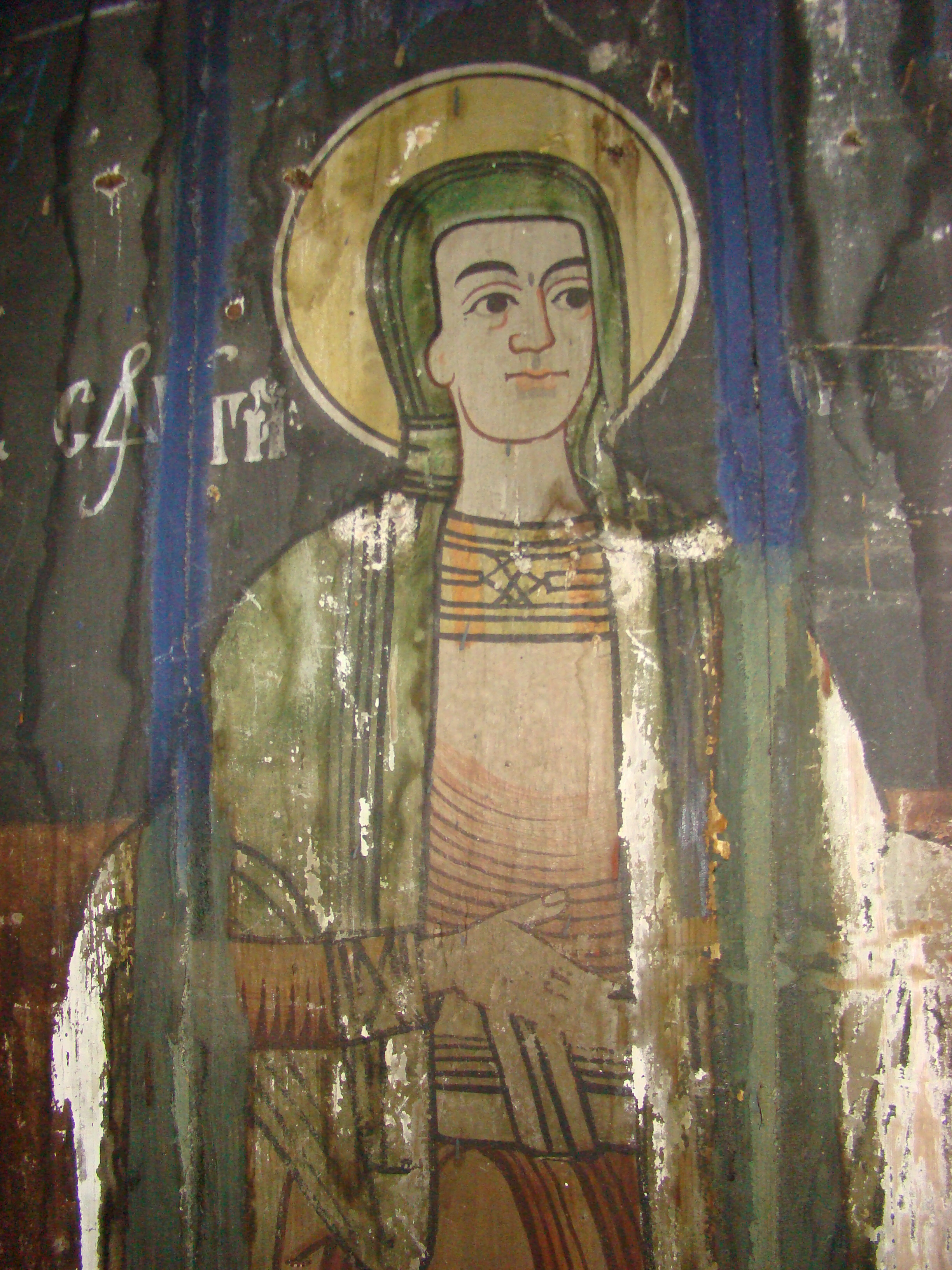
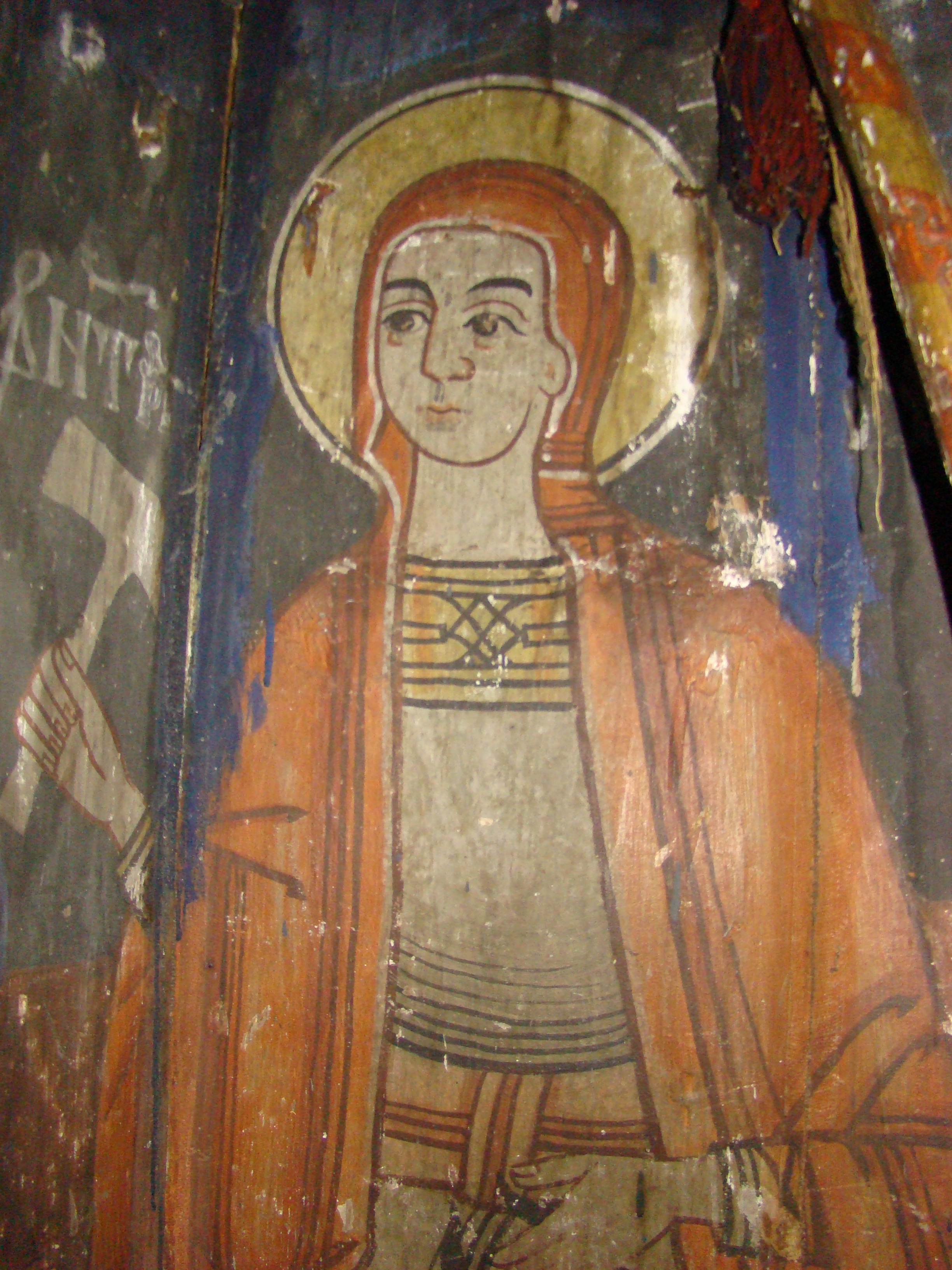
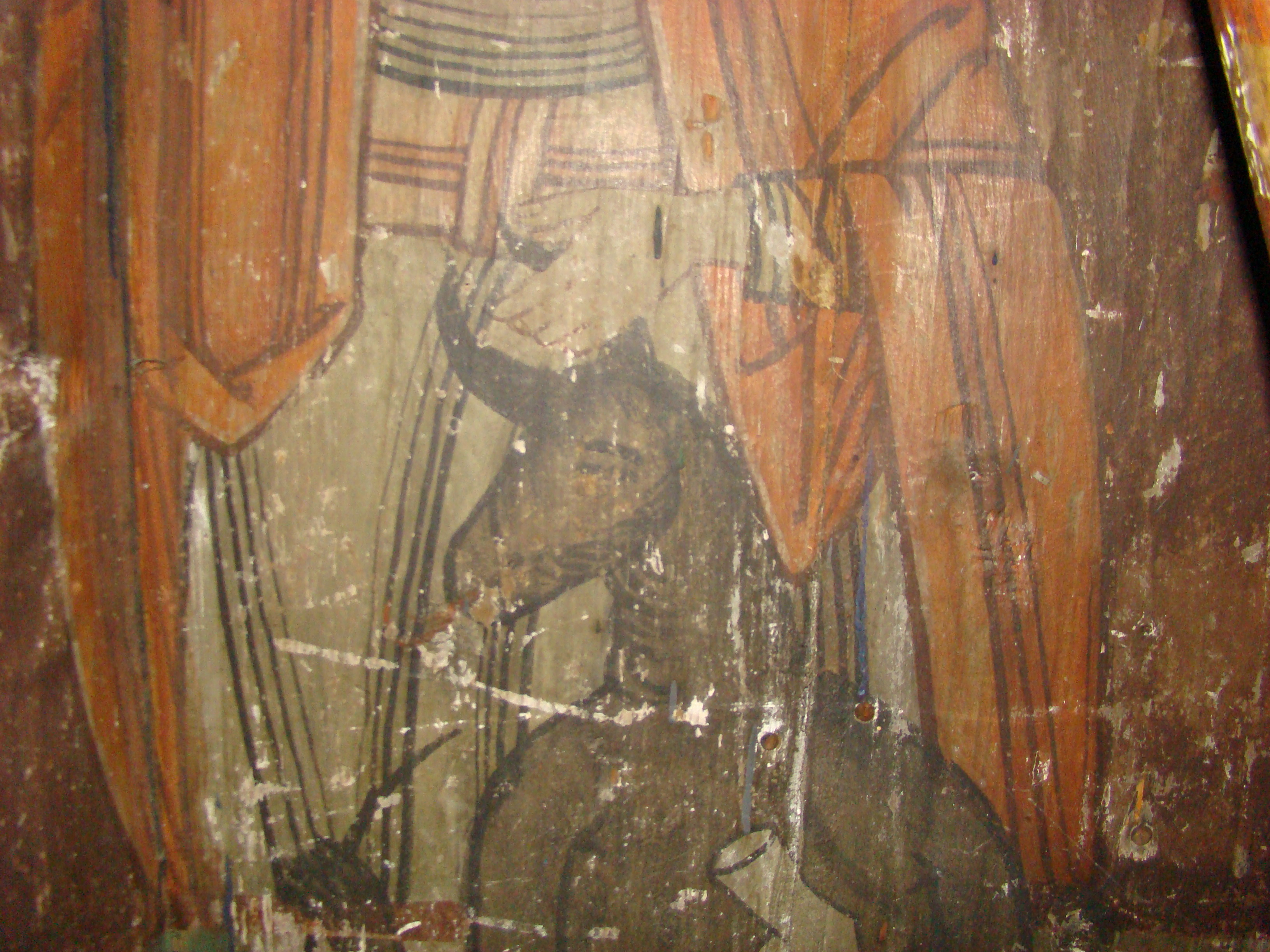
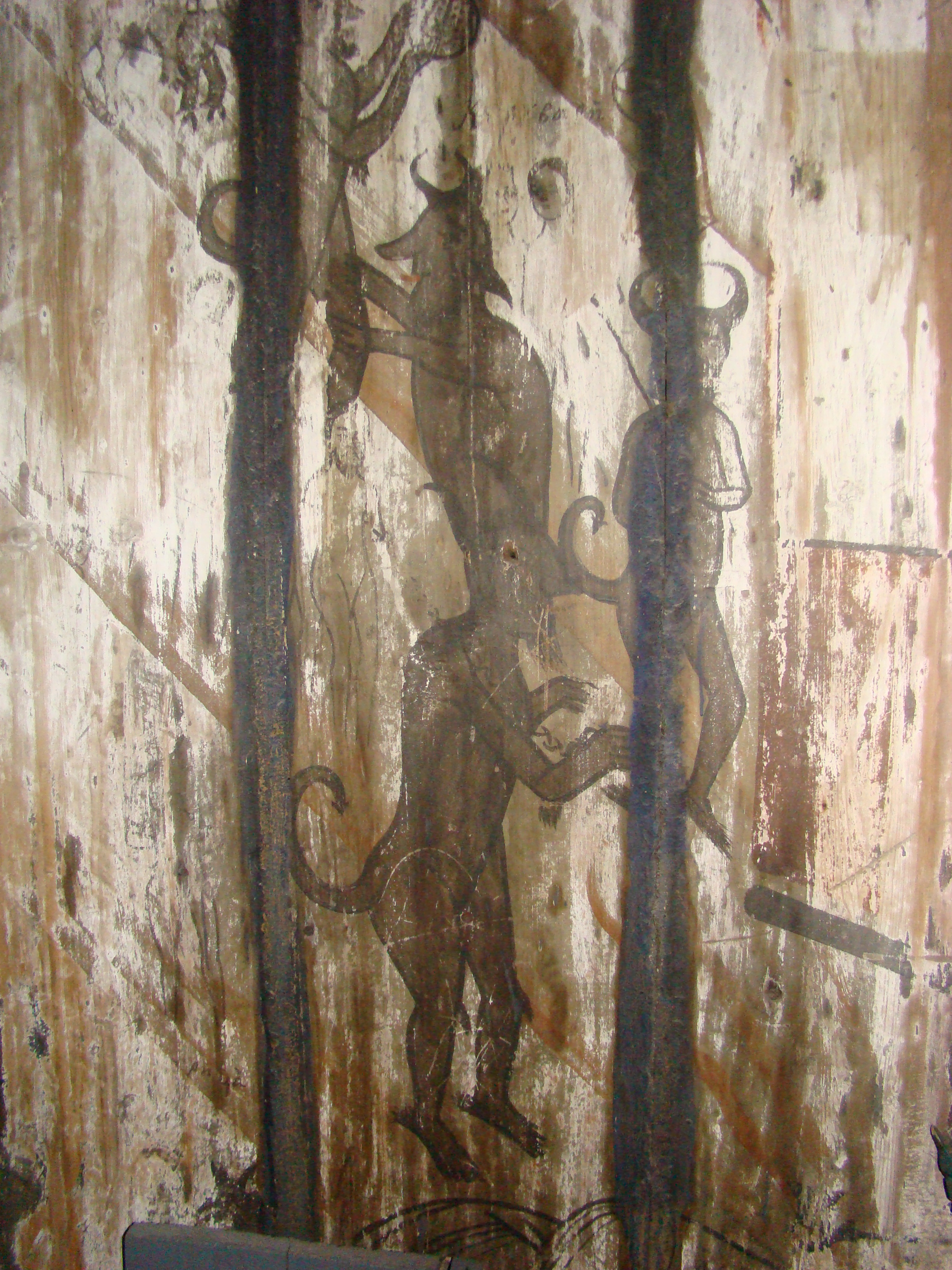
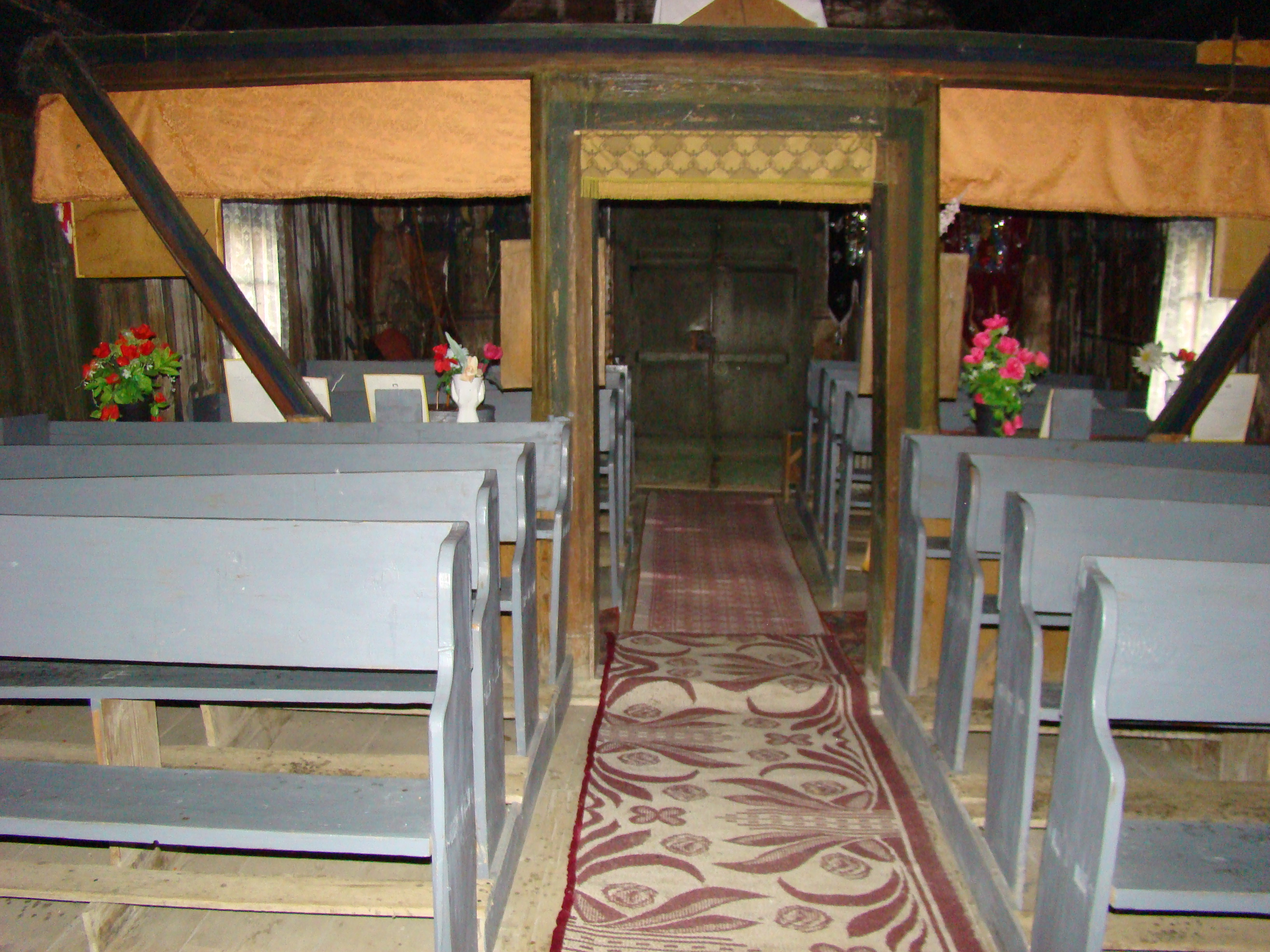
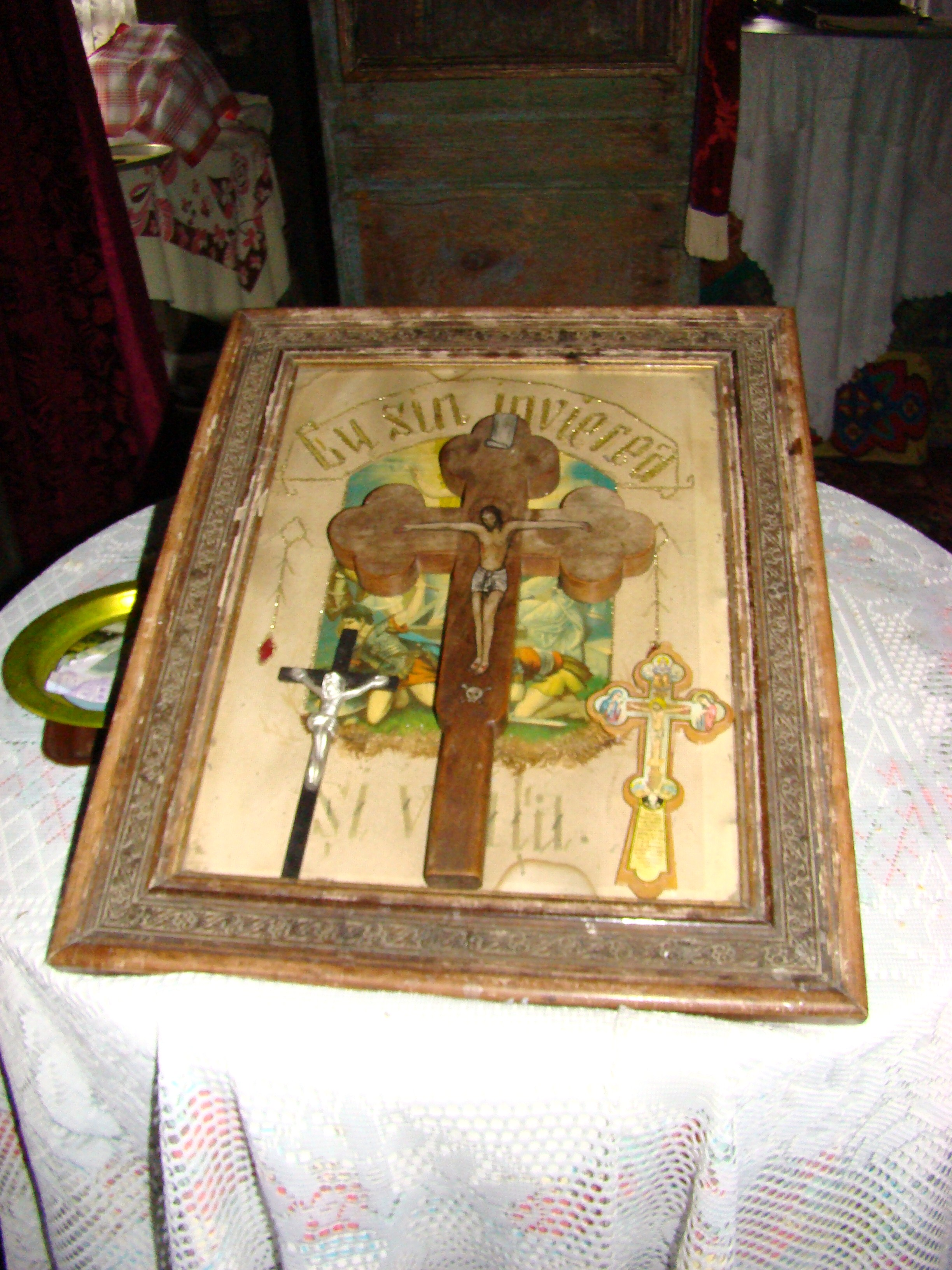
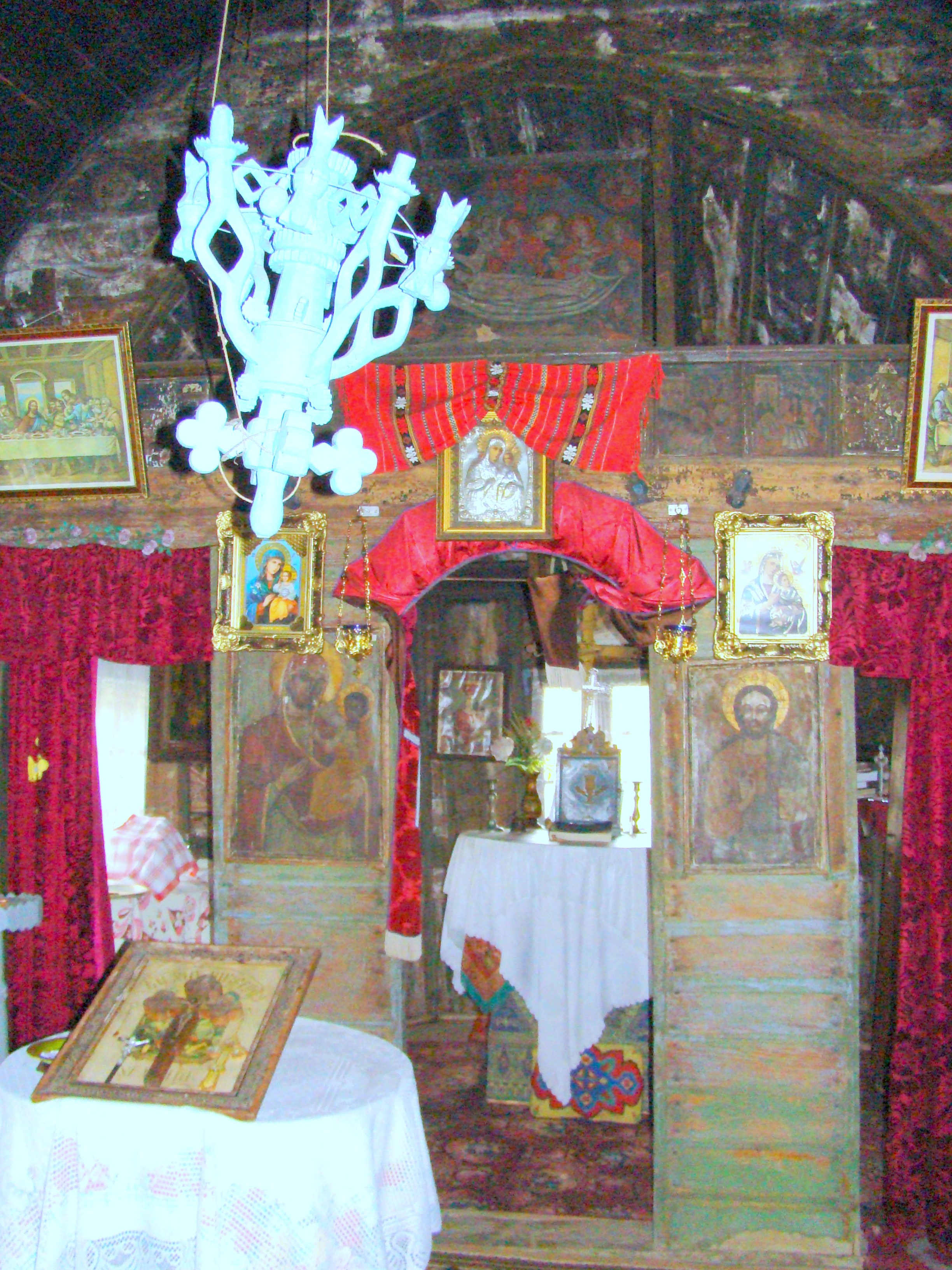
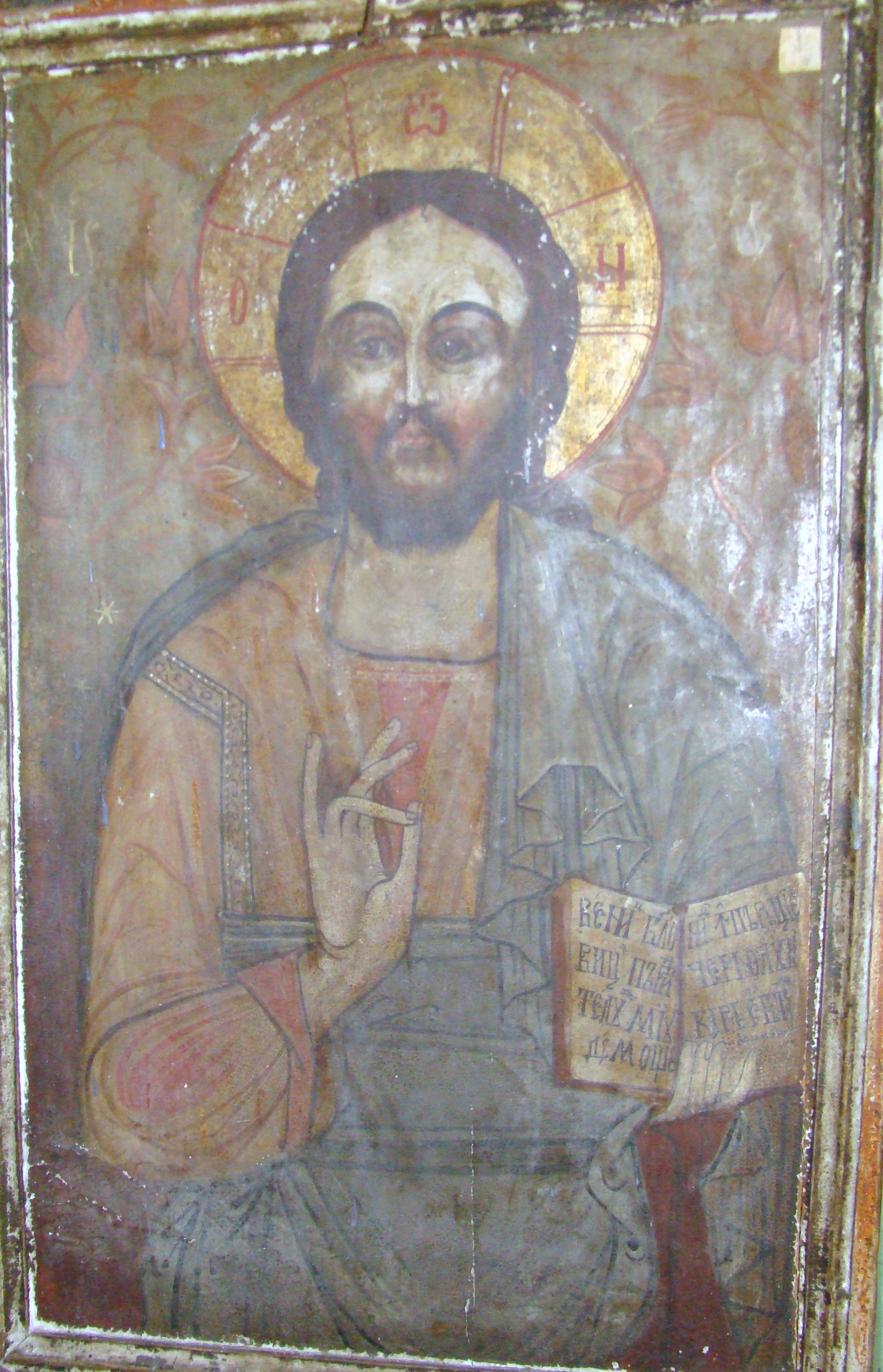
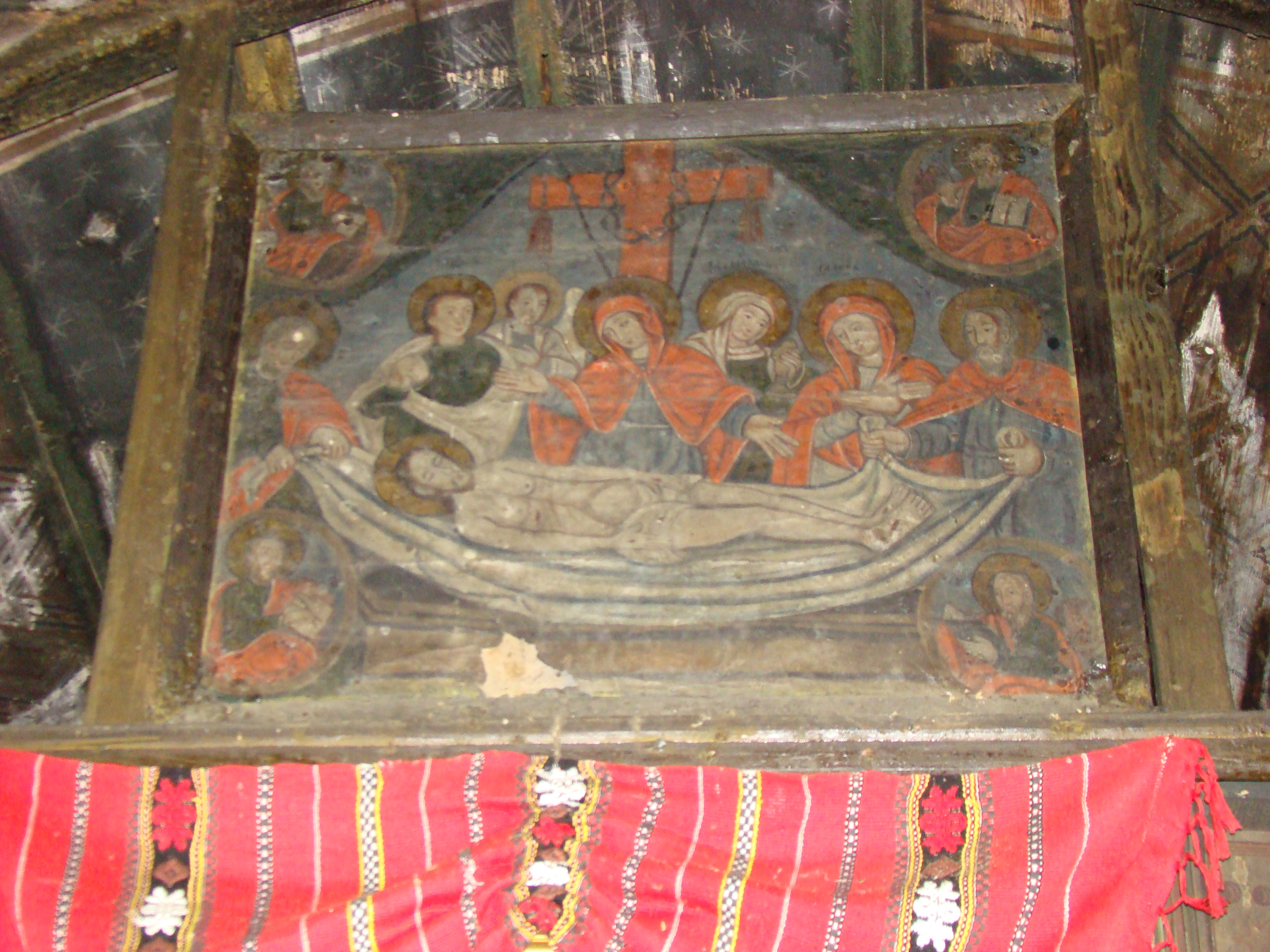
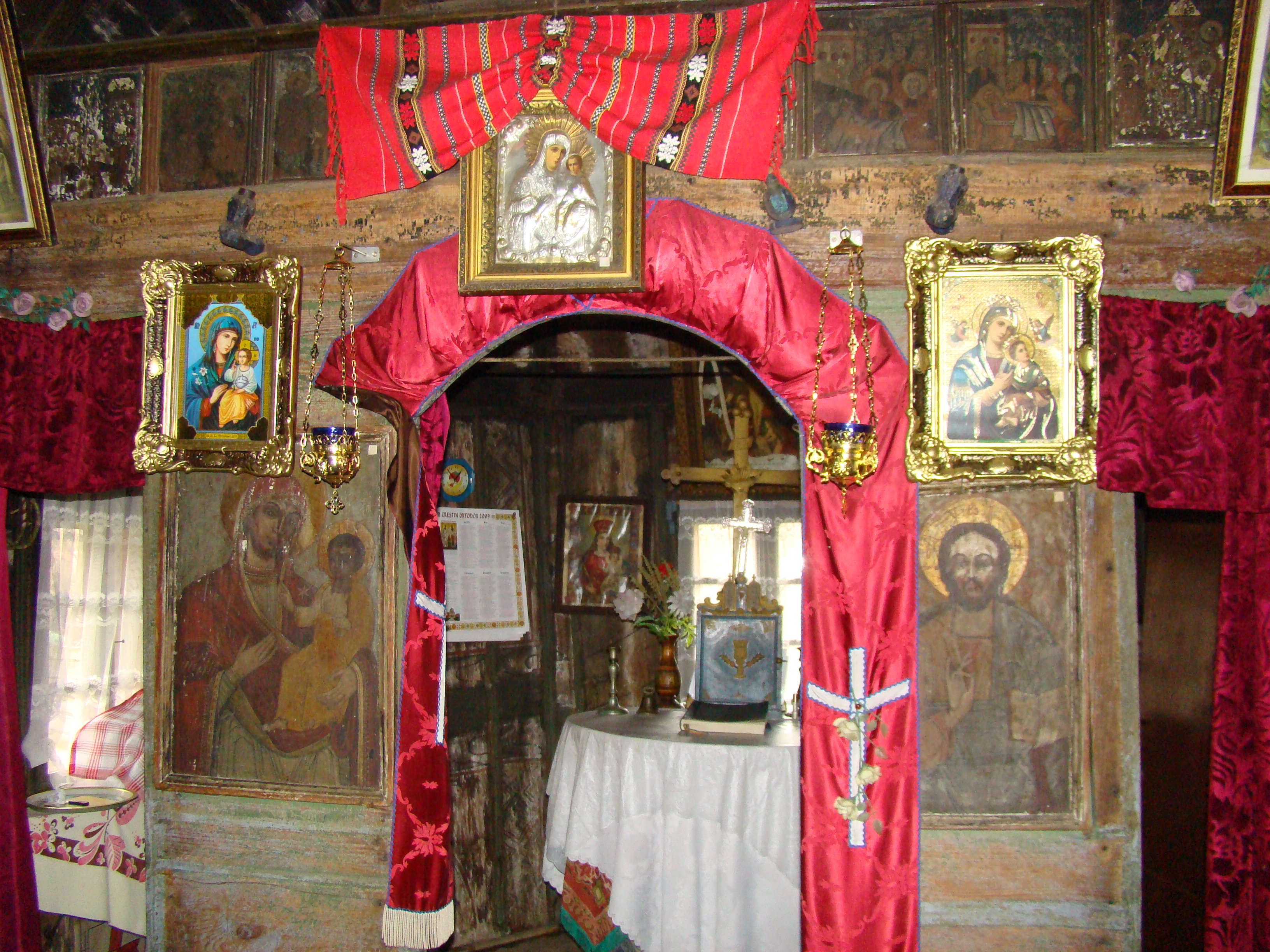
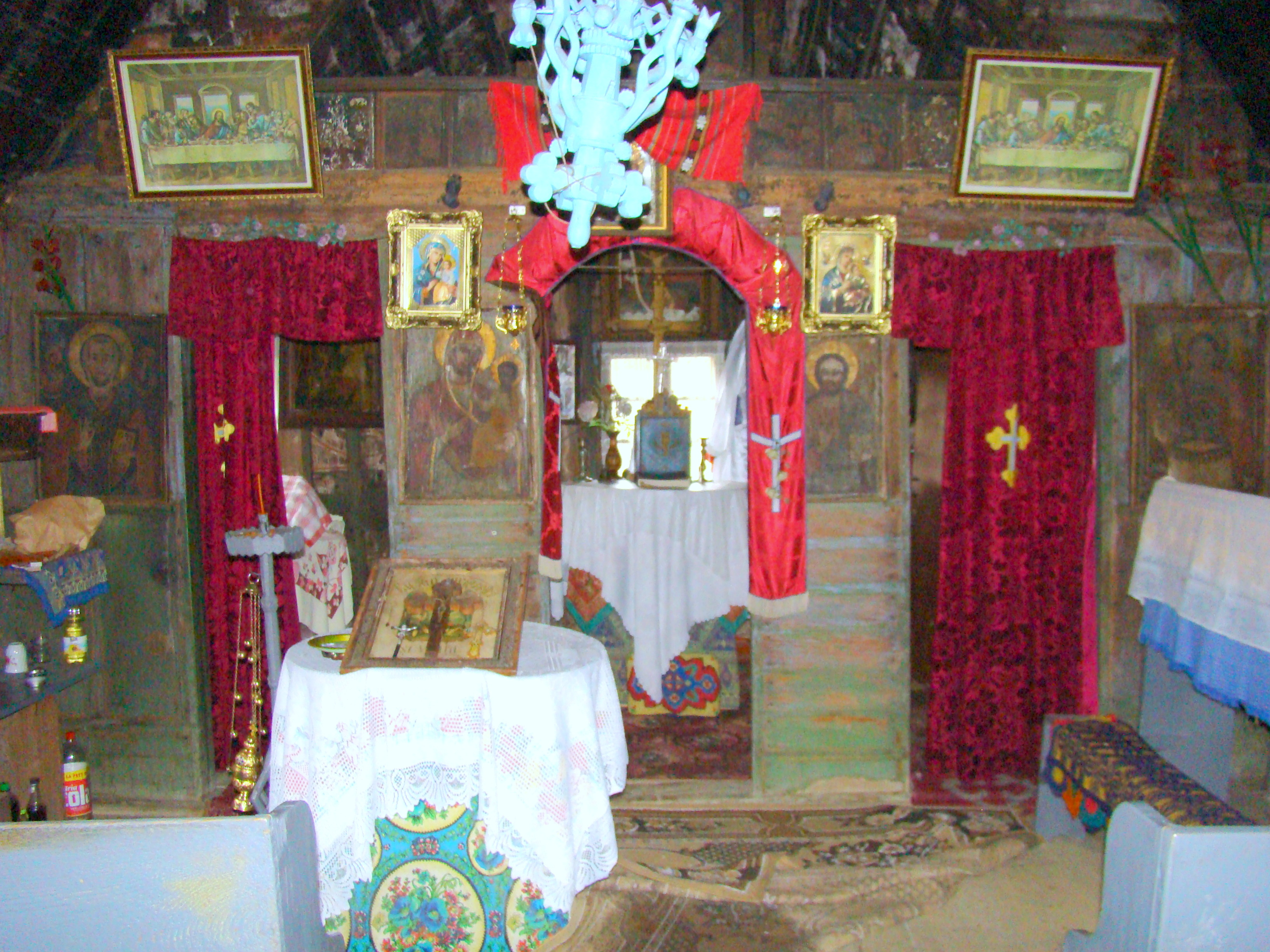
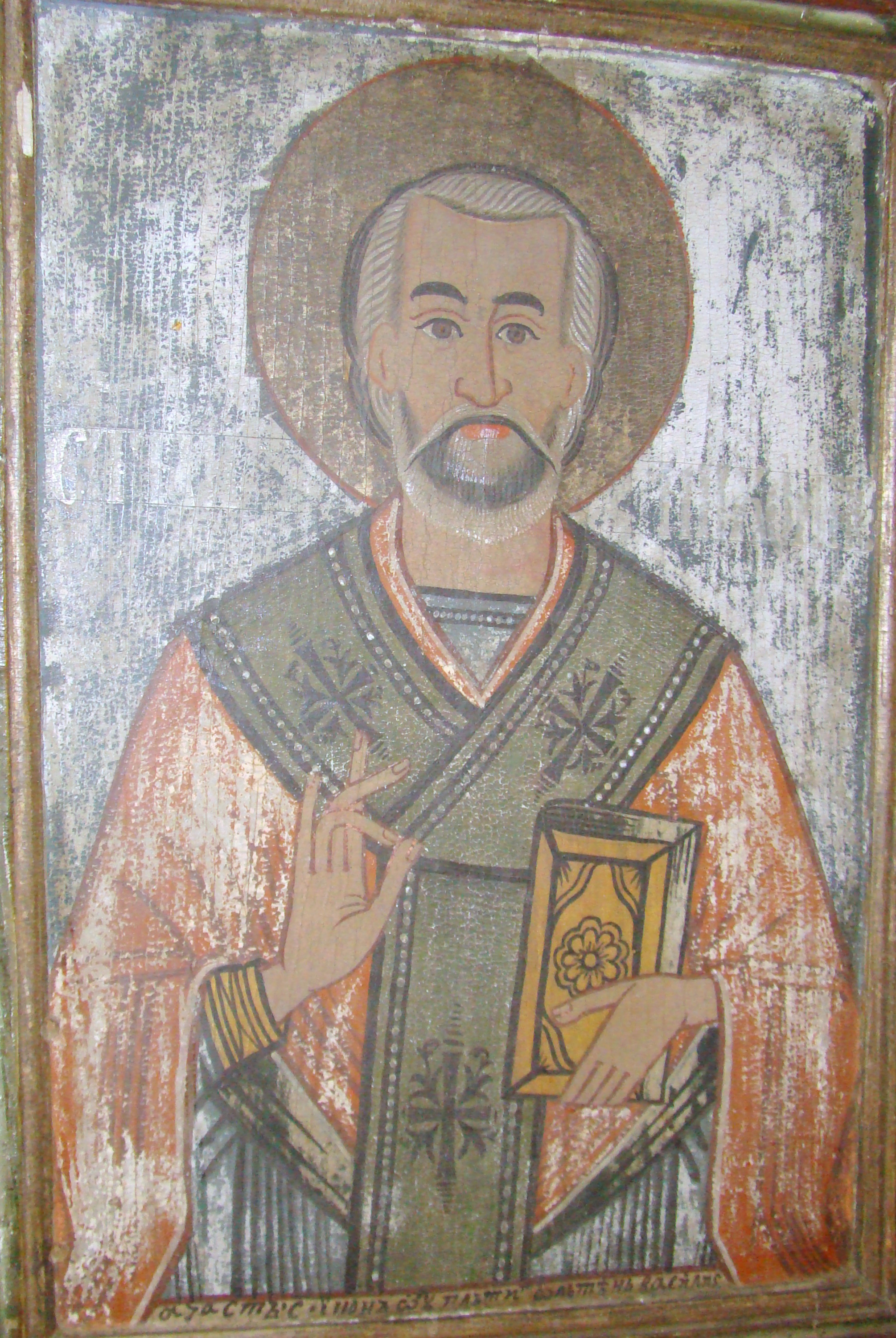
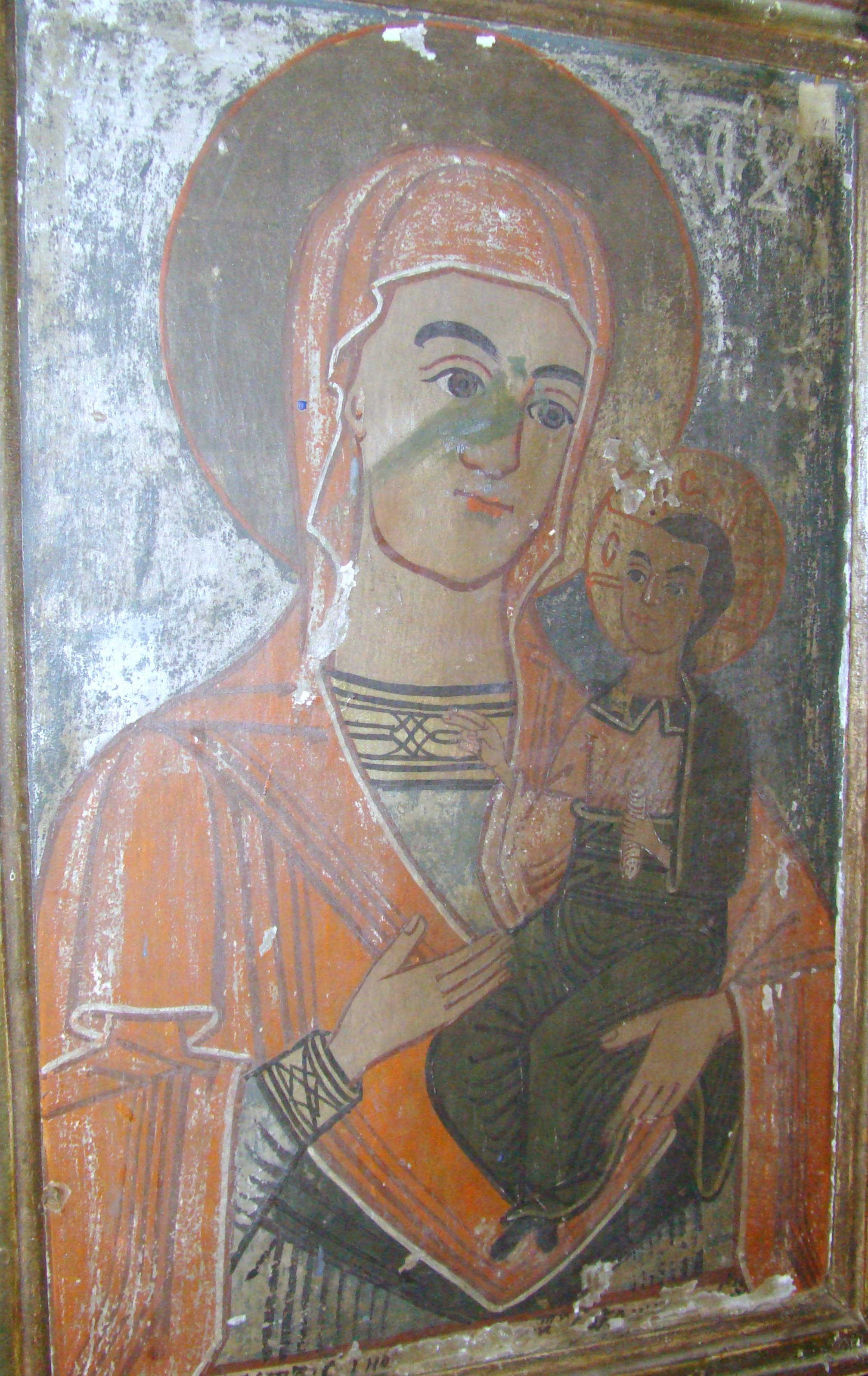
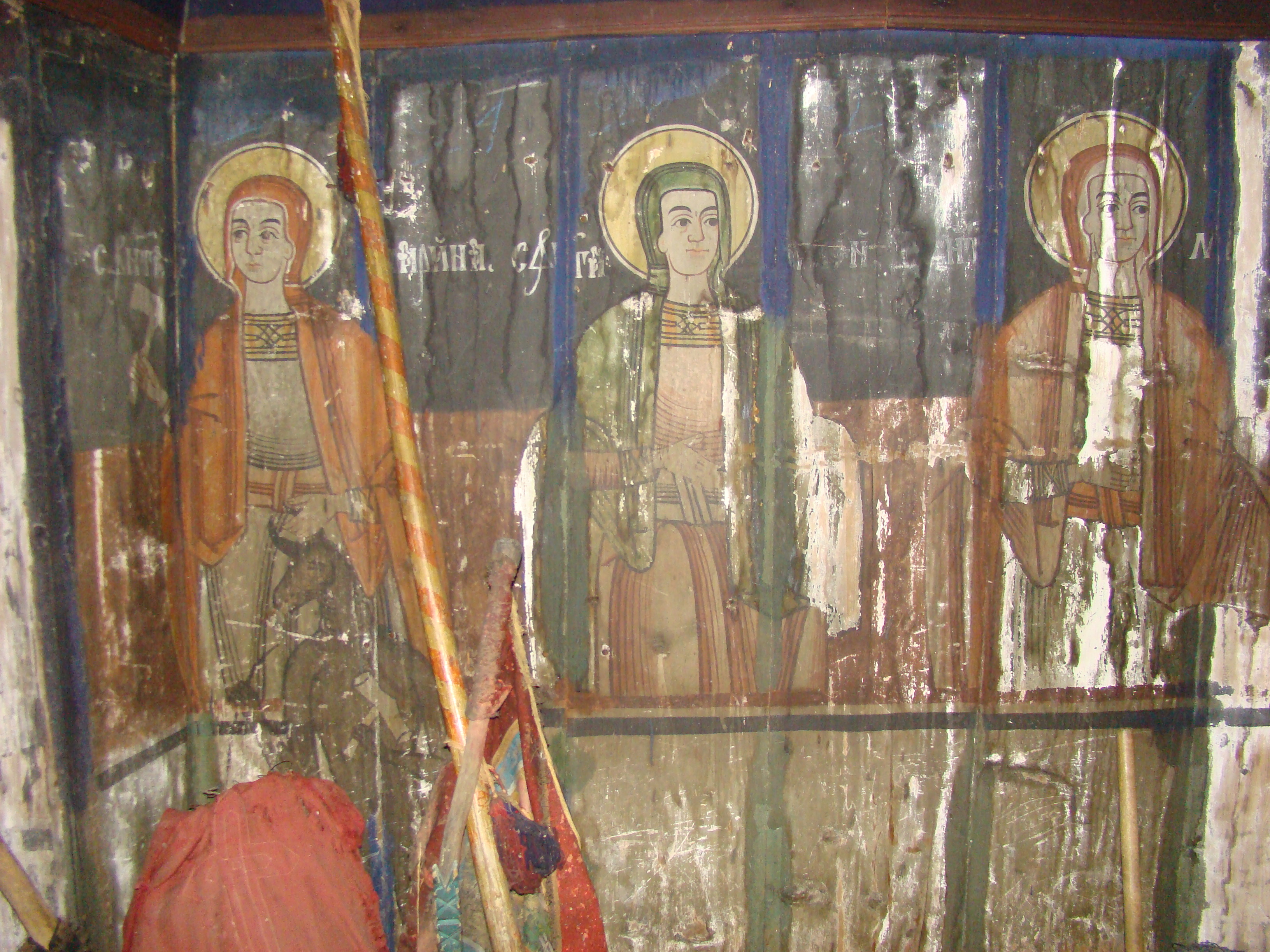
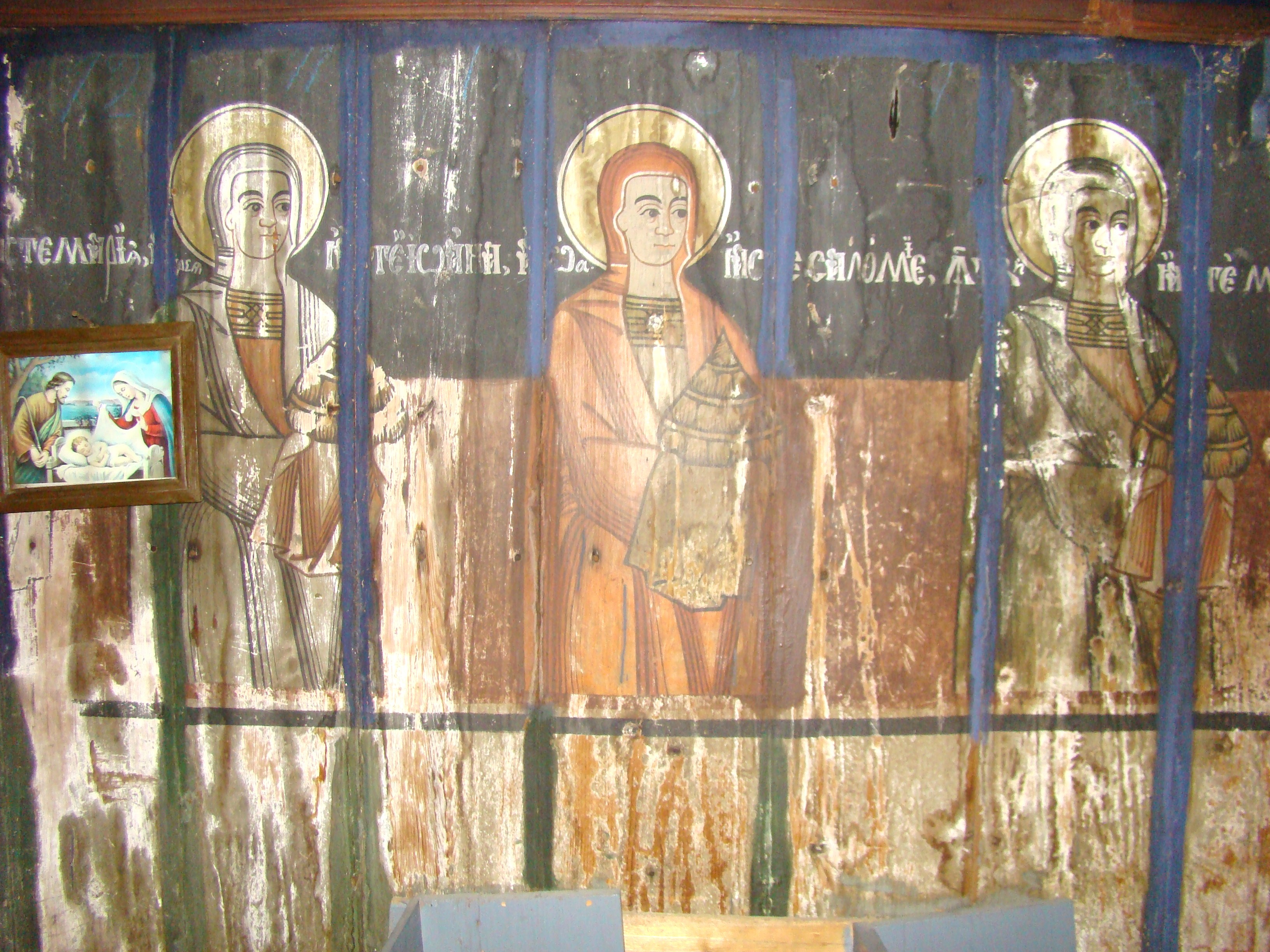
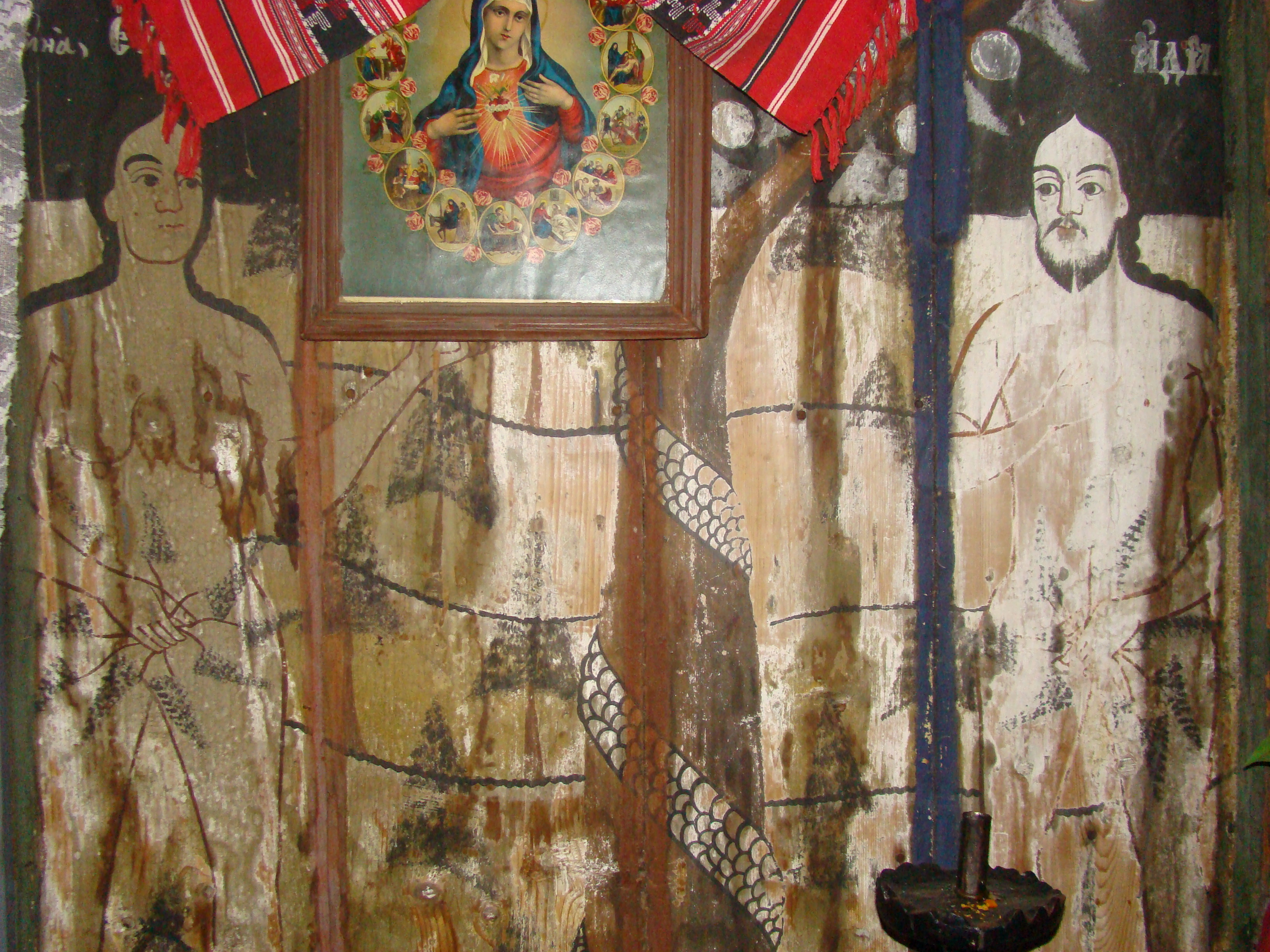
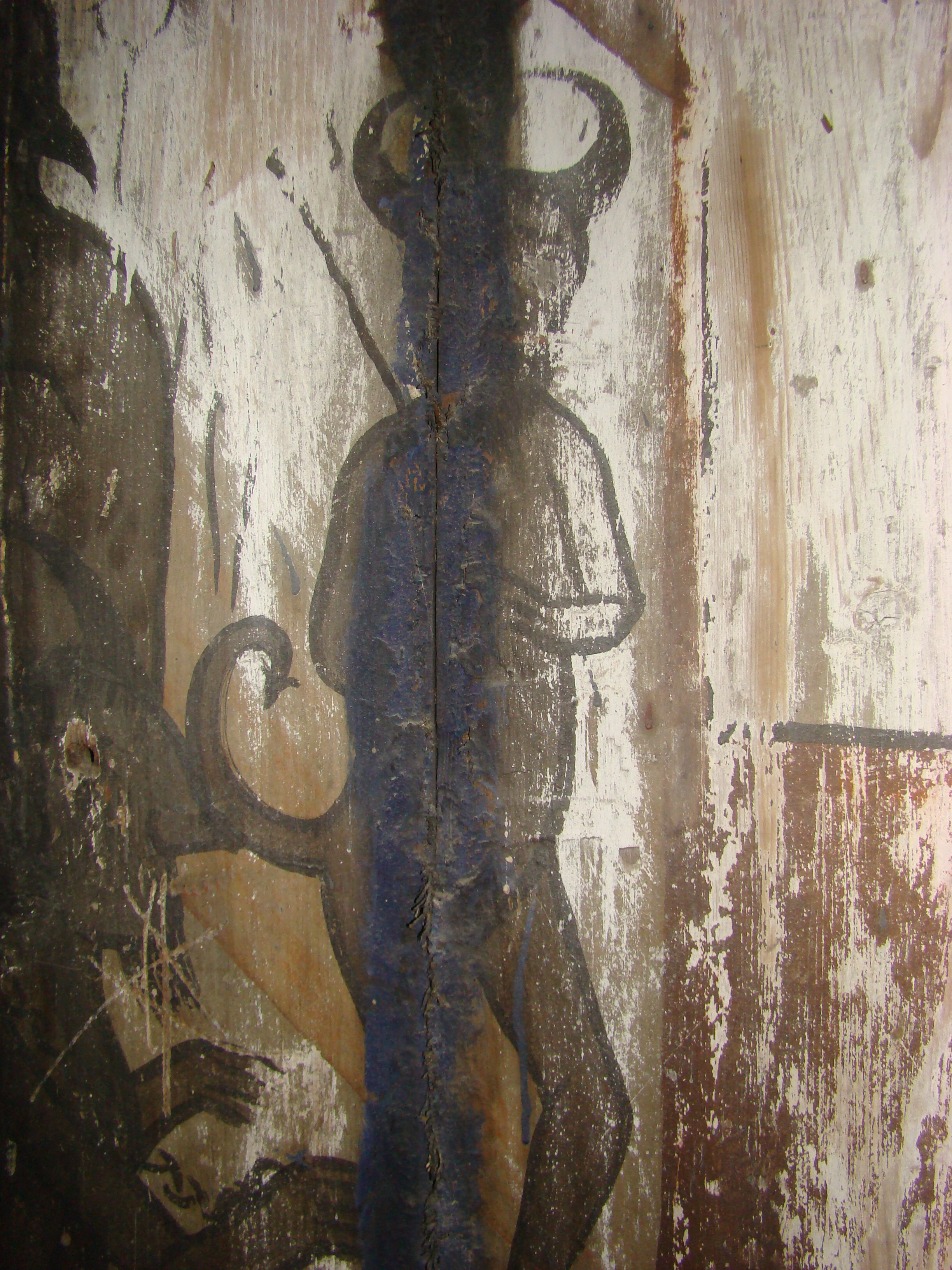

## Imagini din exterior

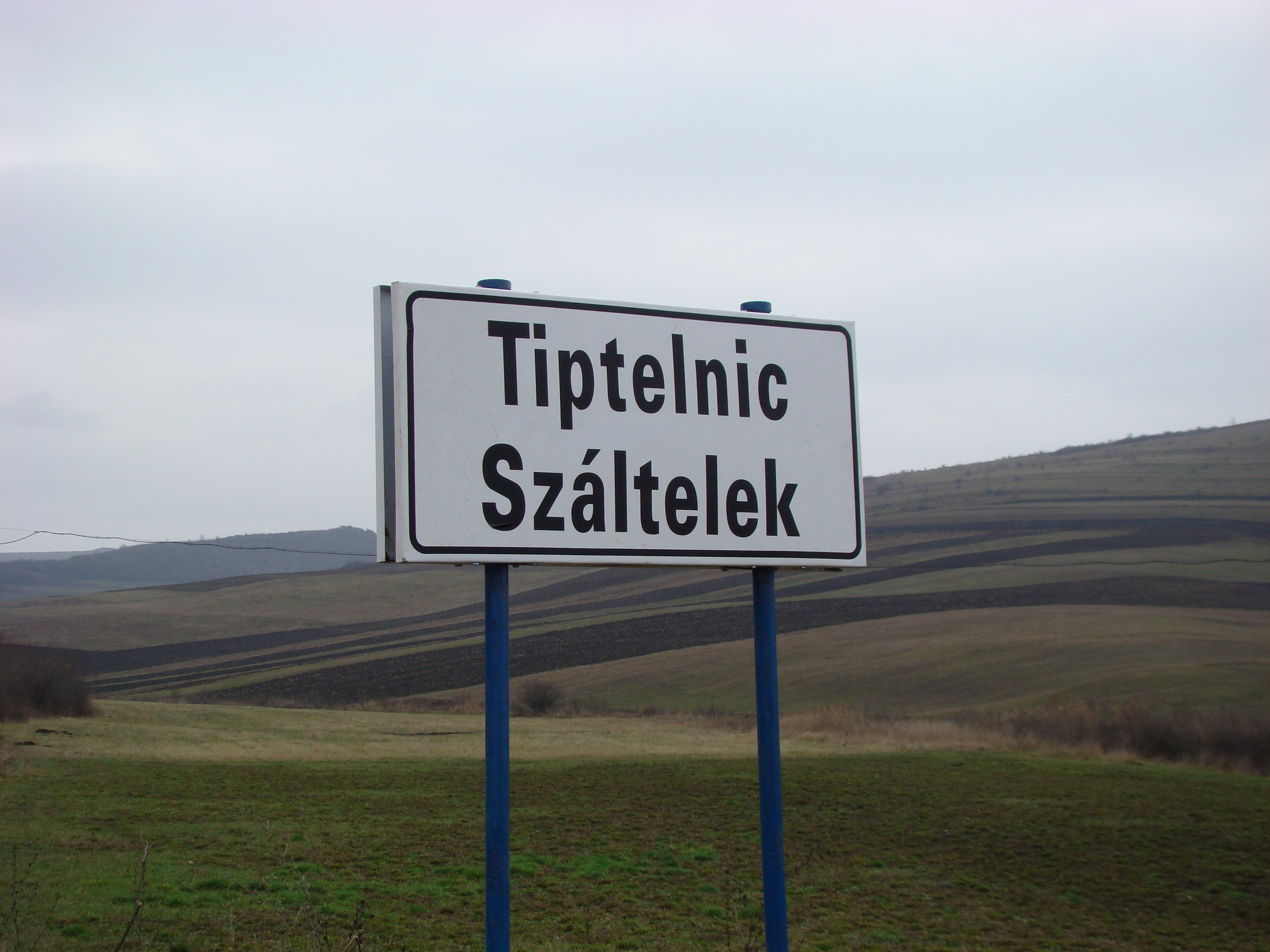
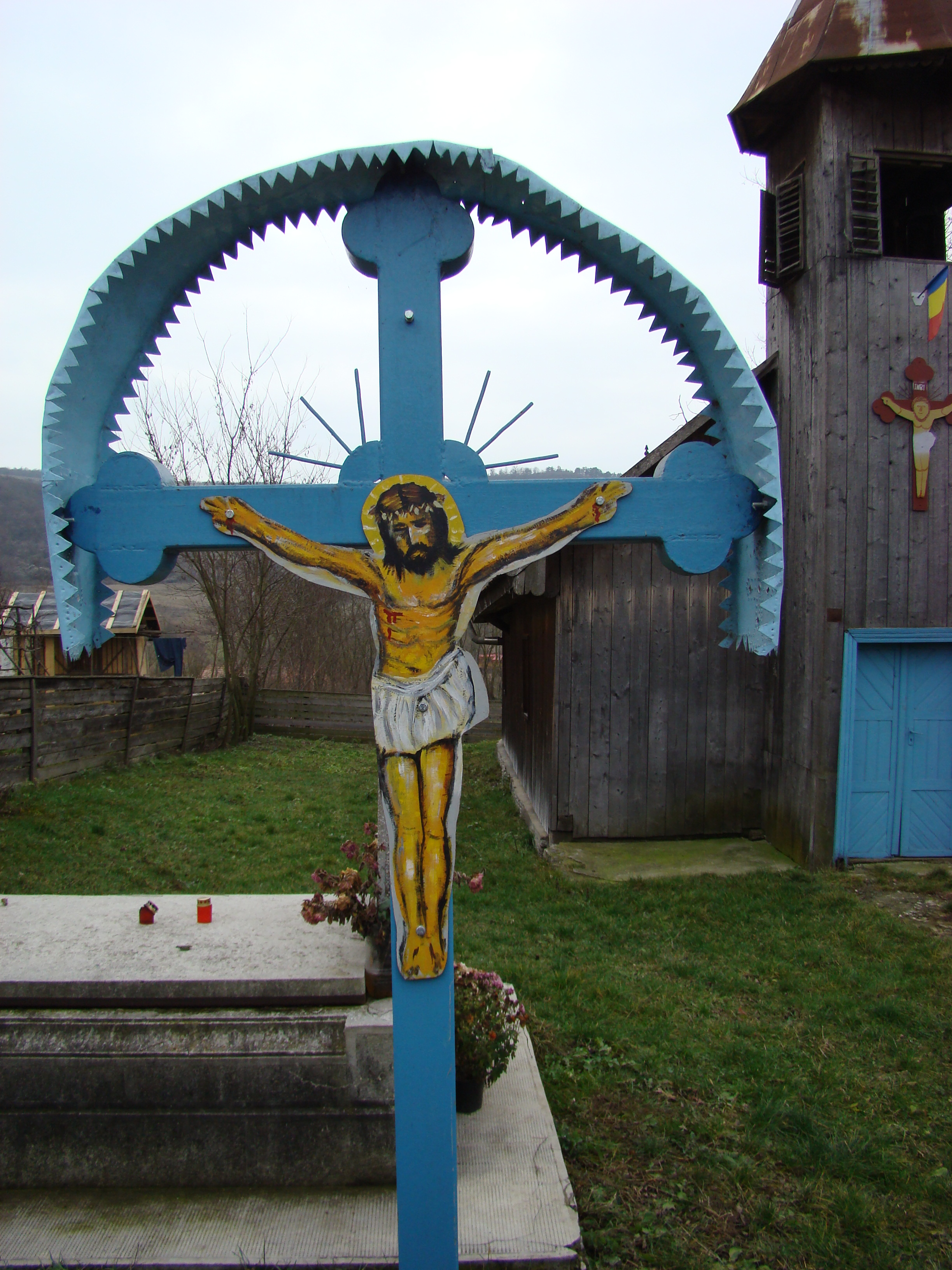
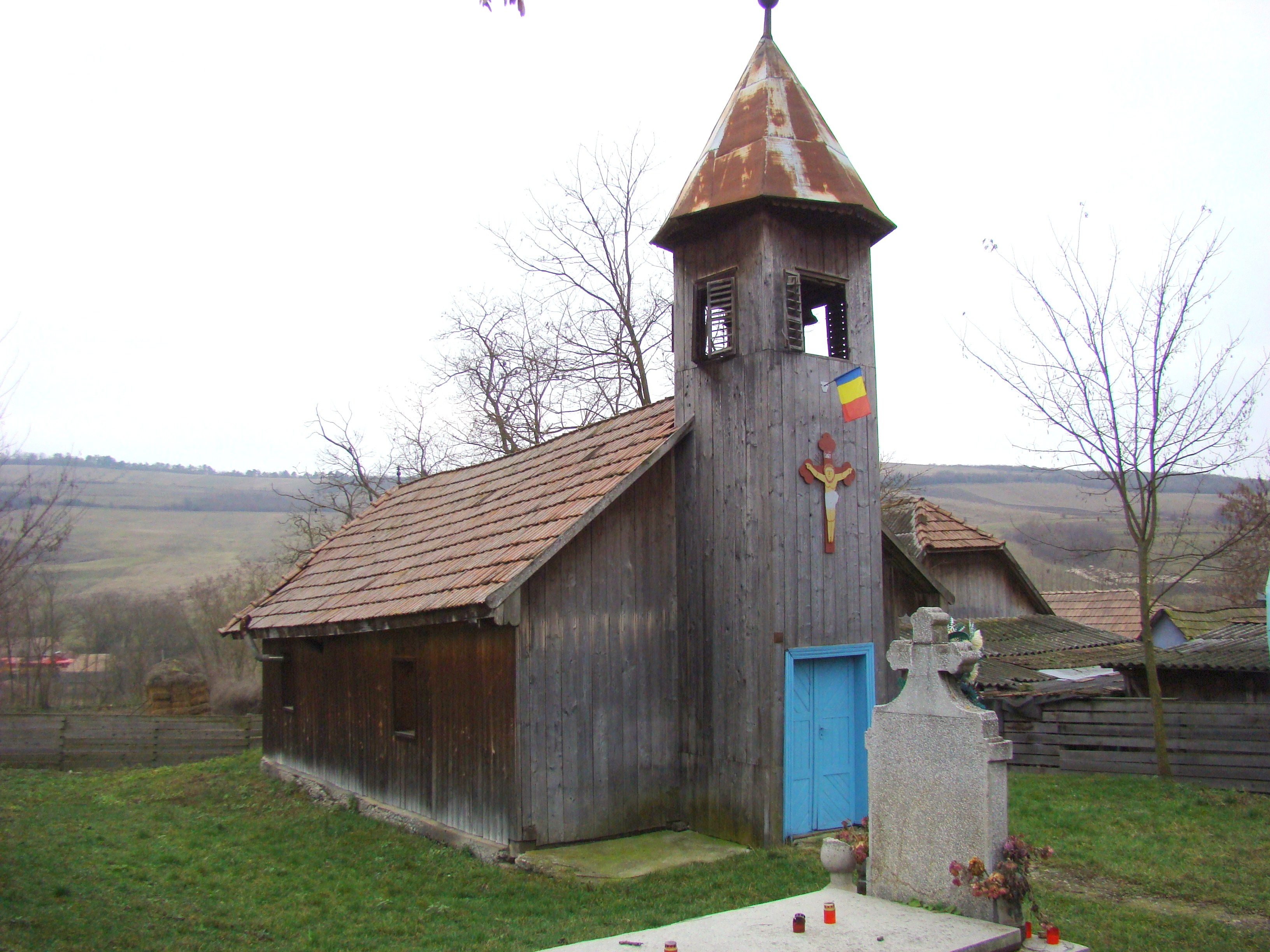
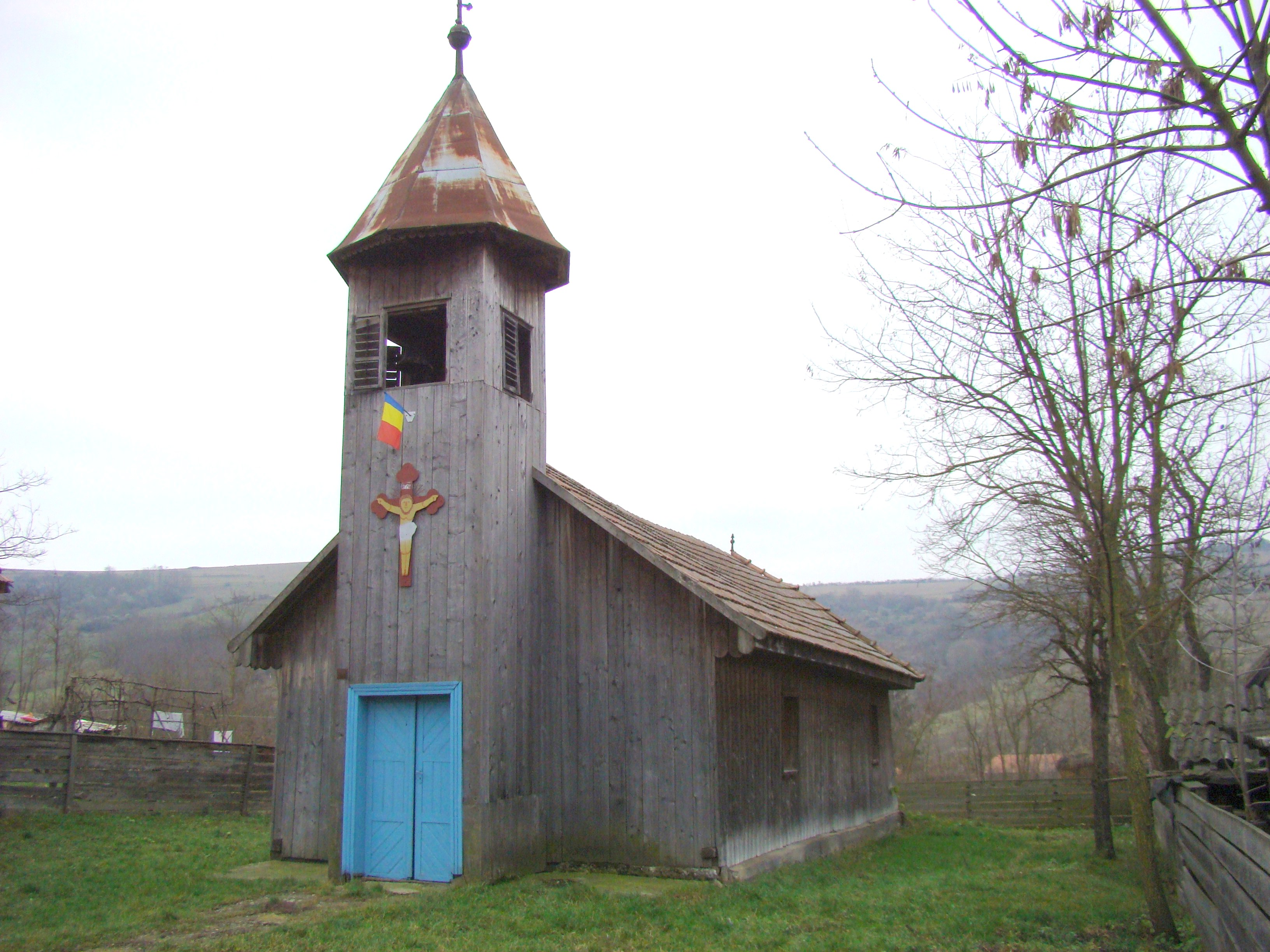
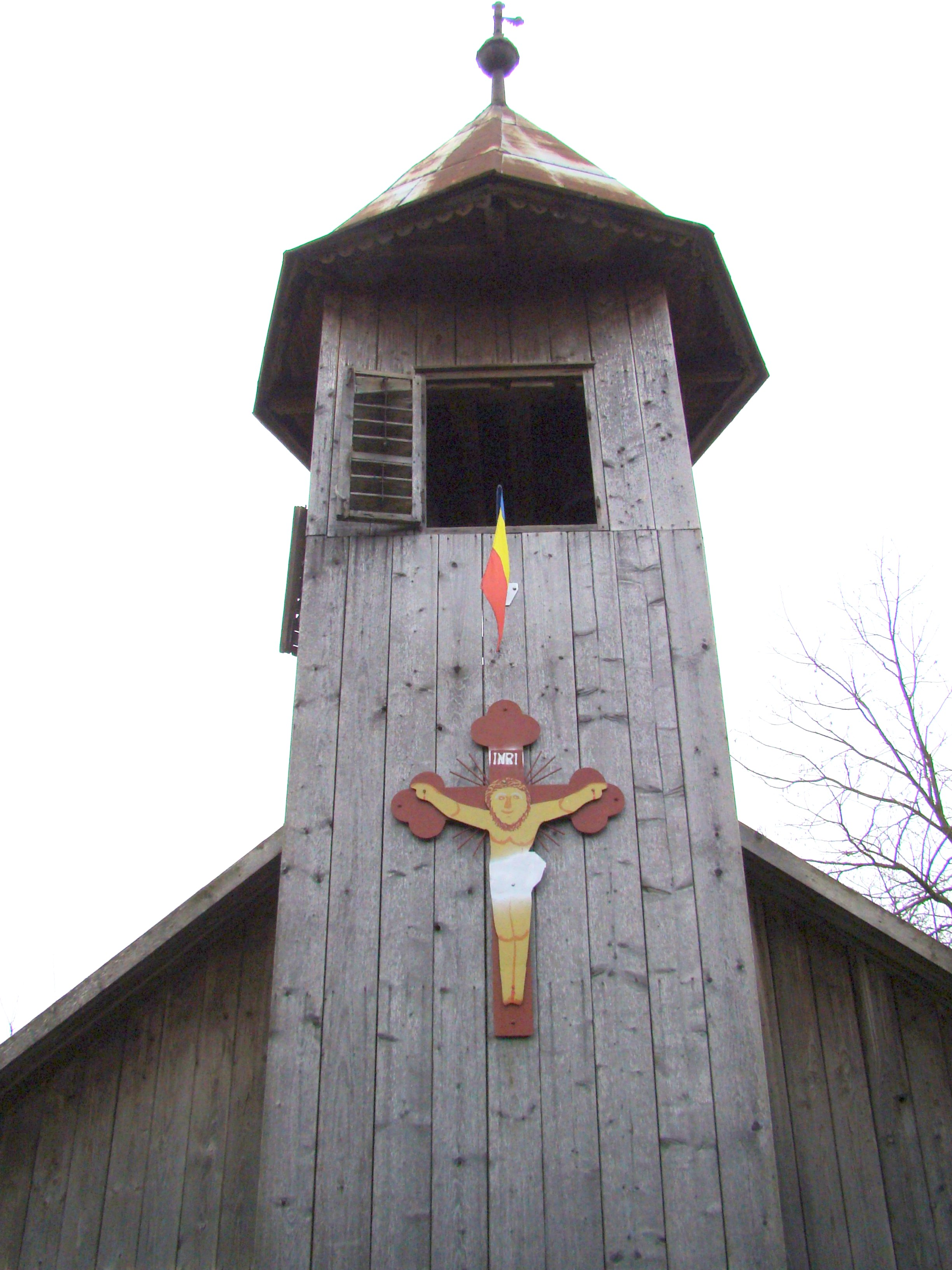
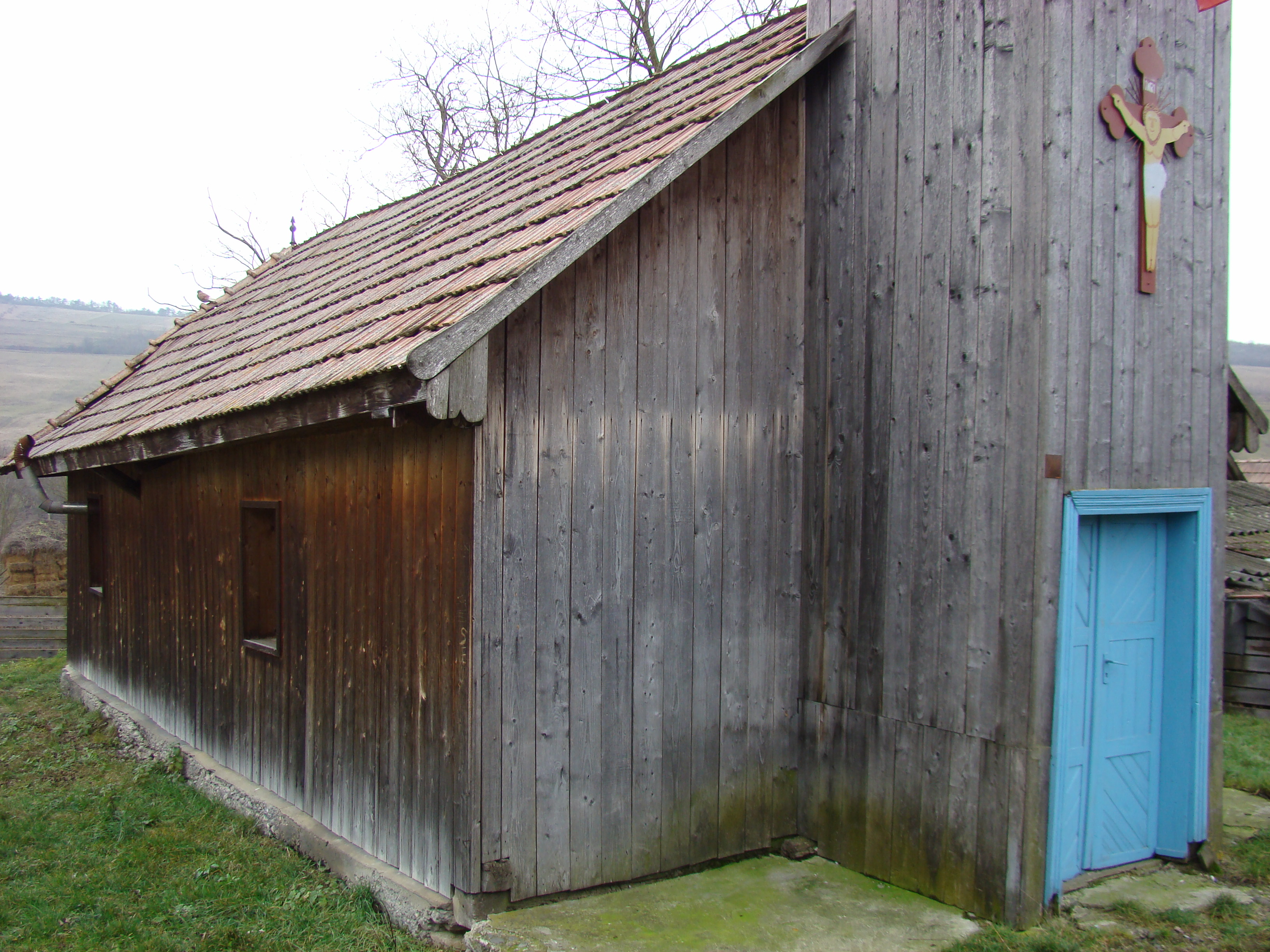
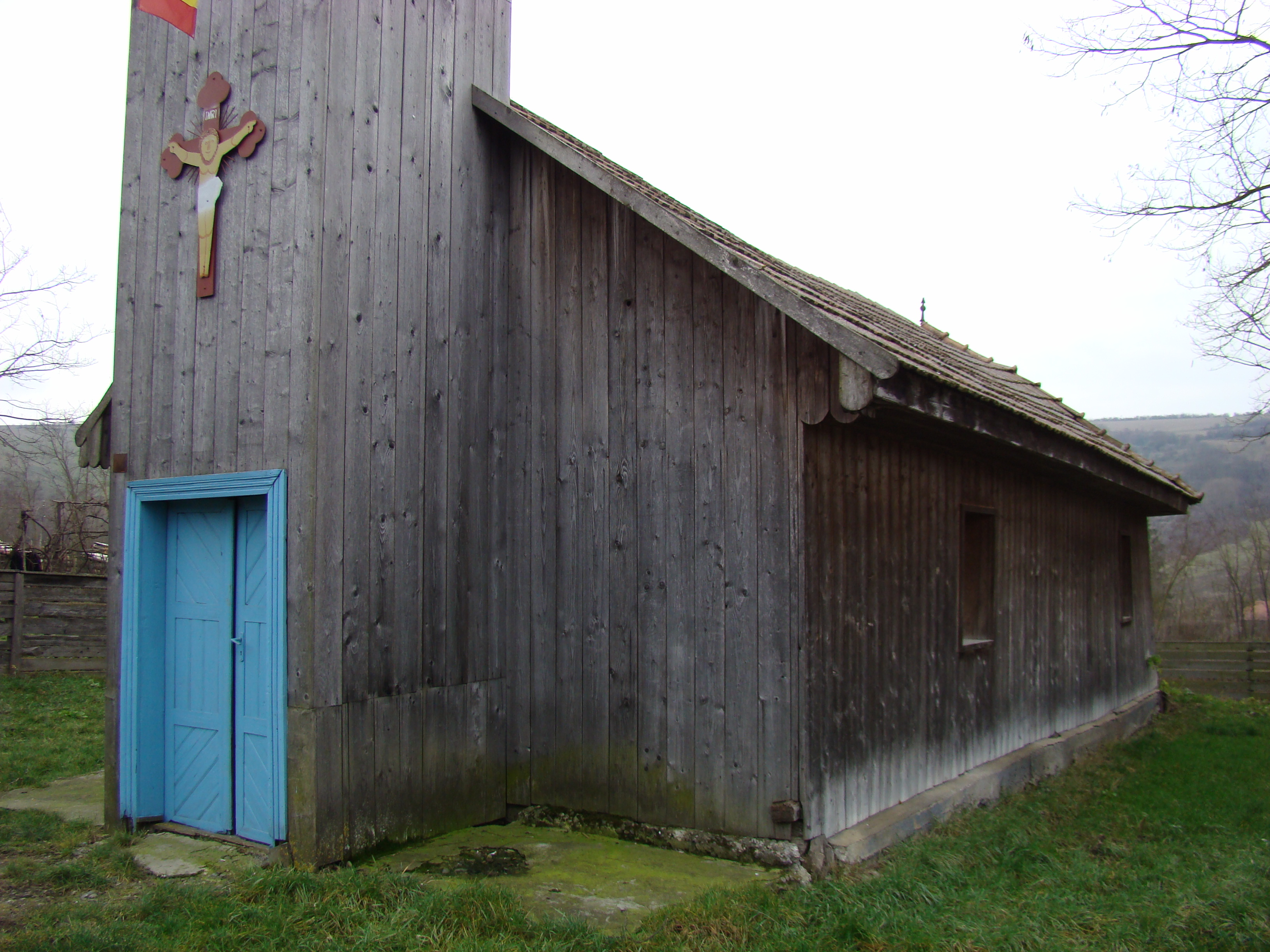
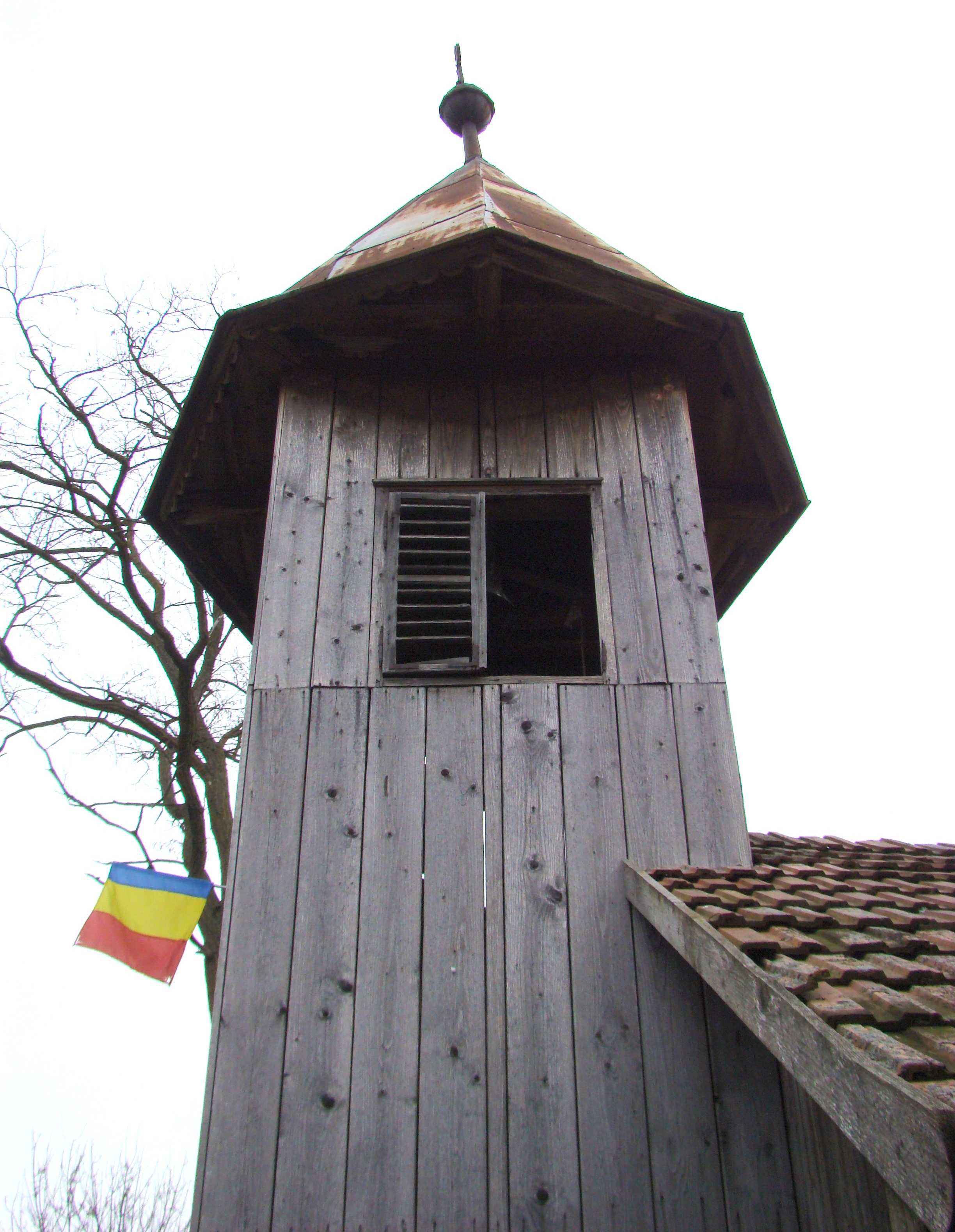
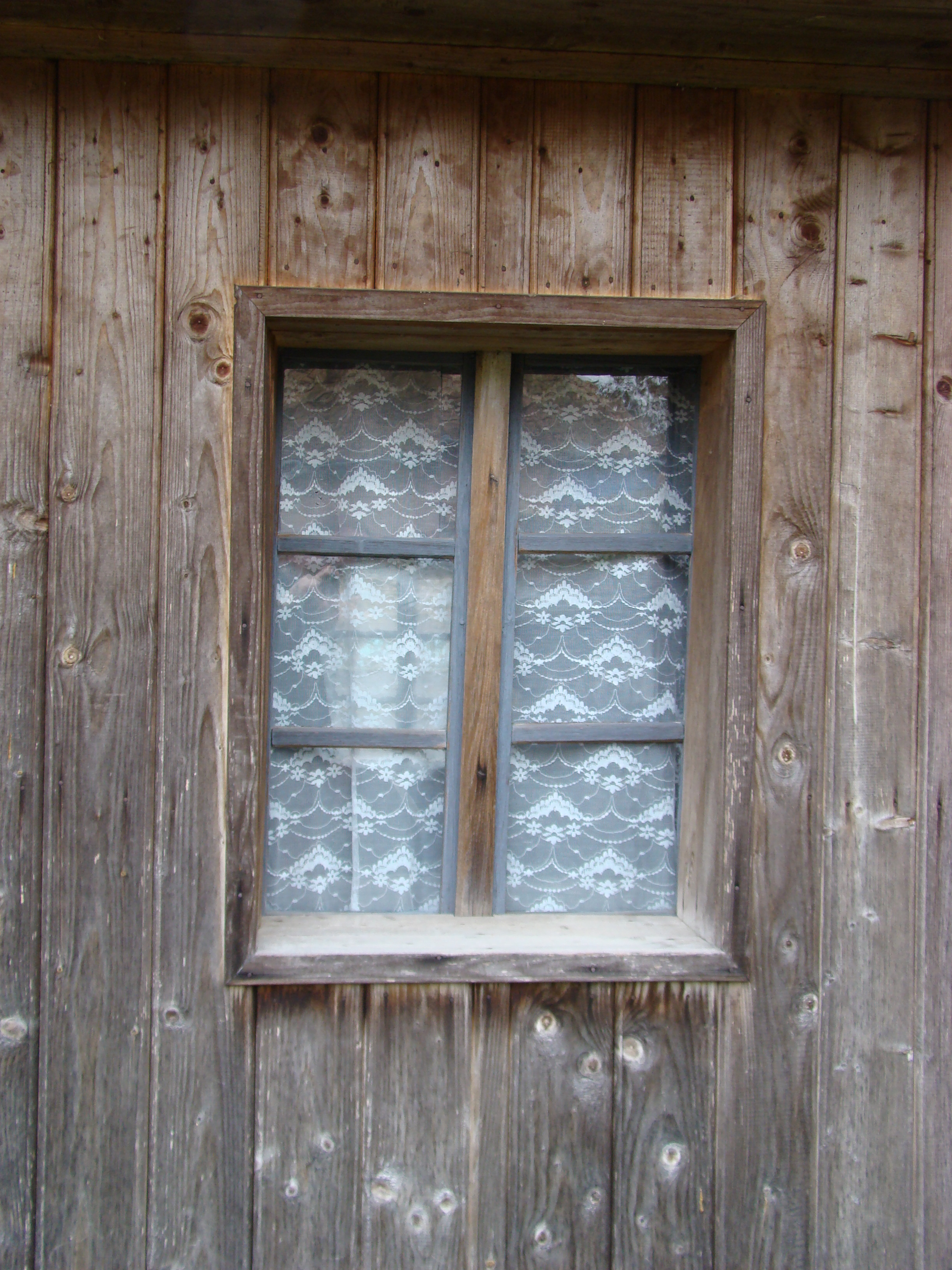
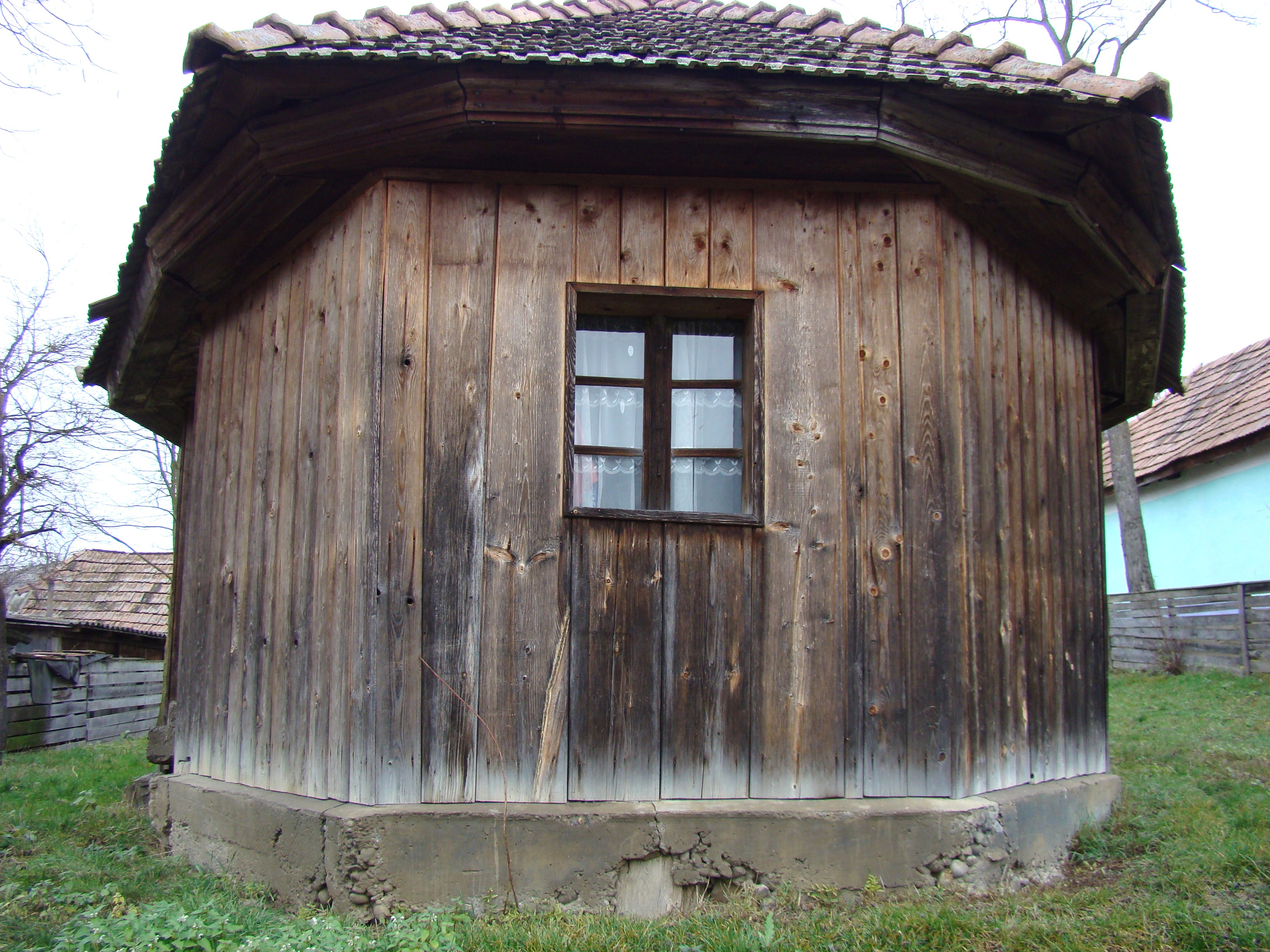
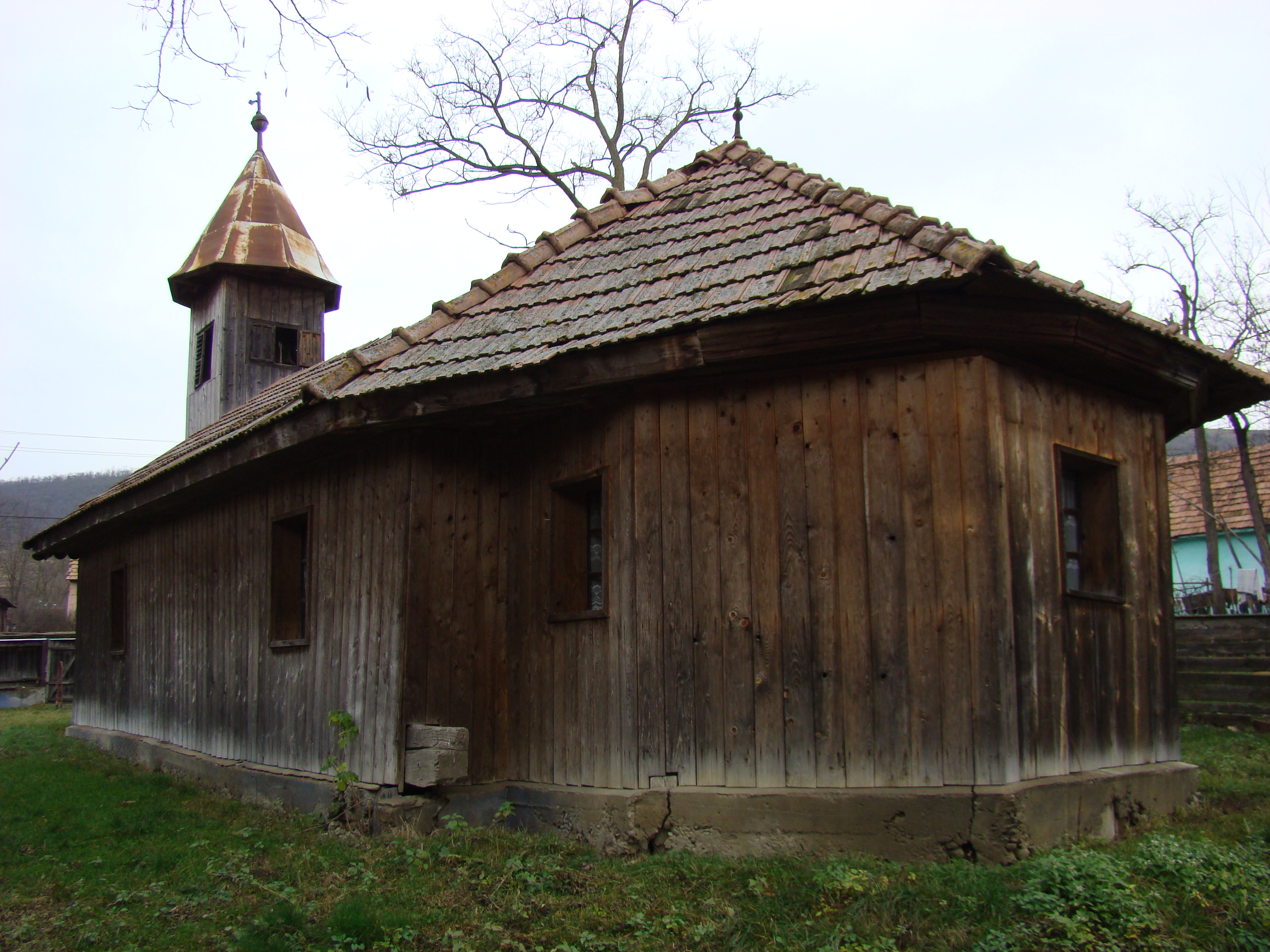
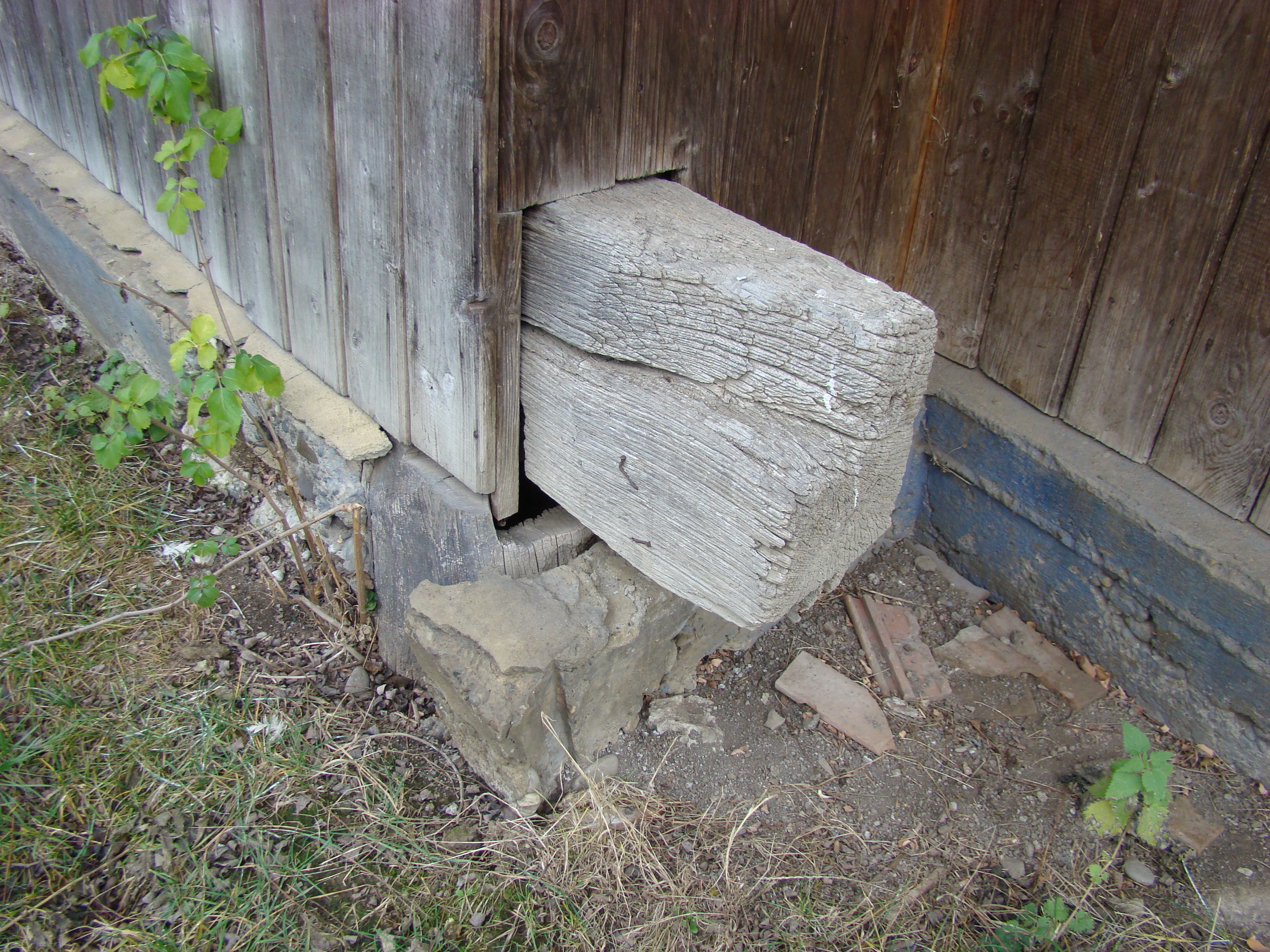
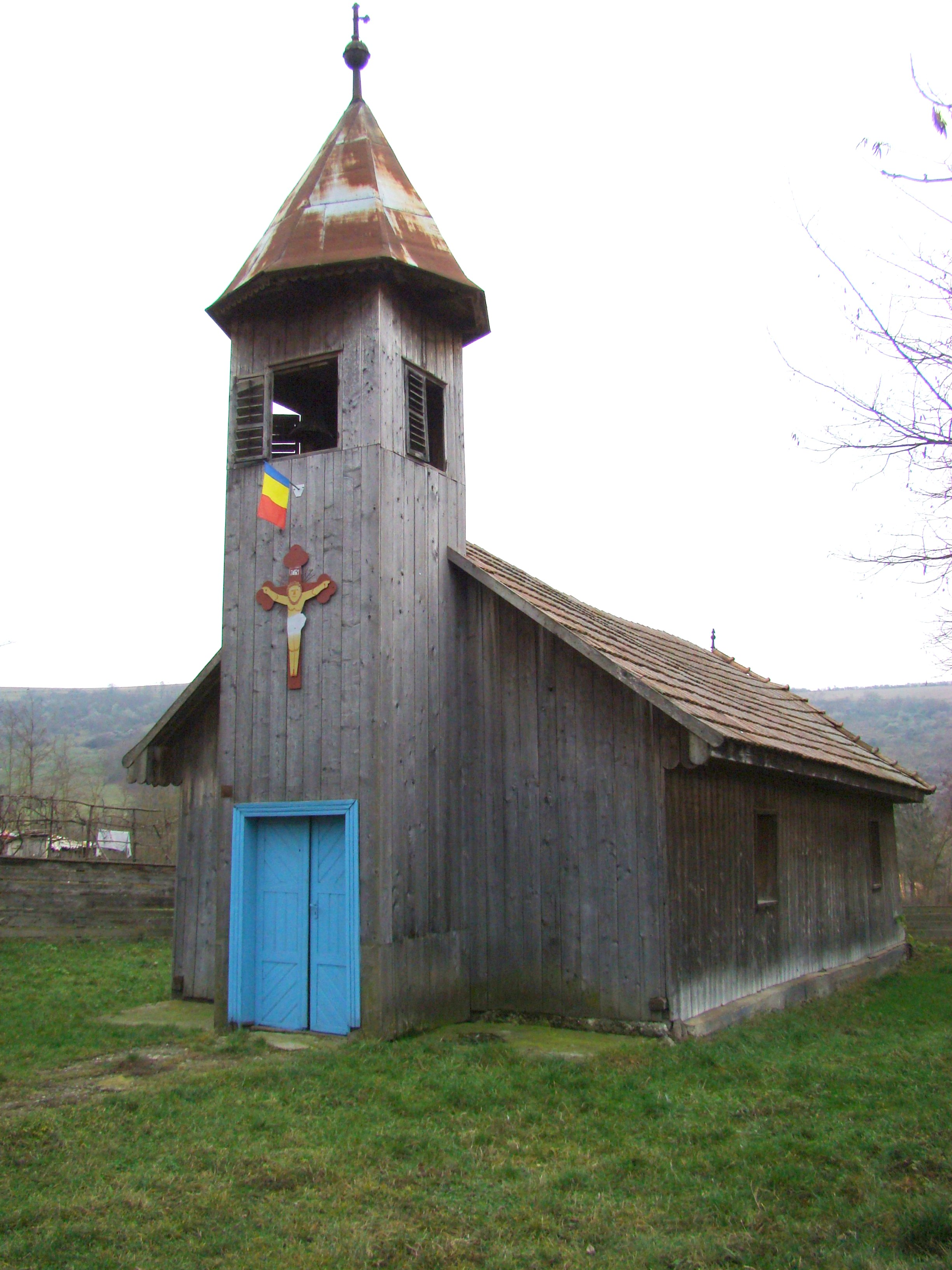
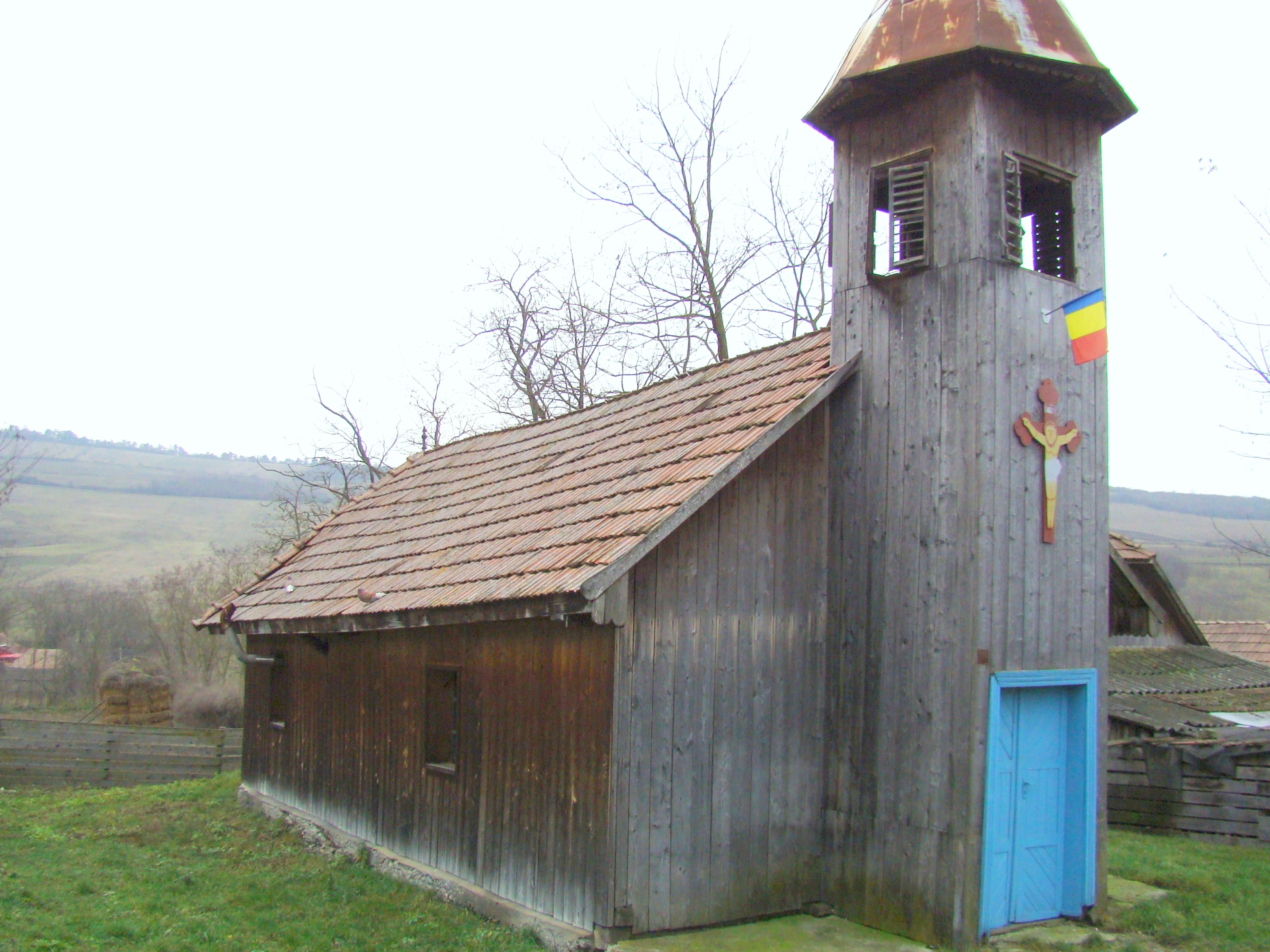
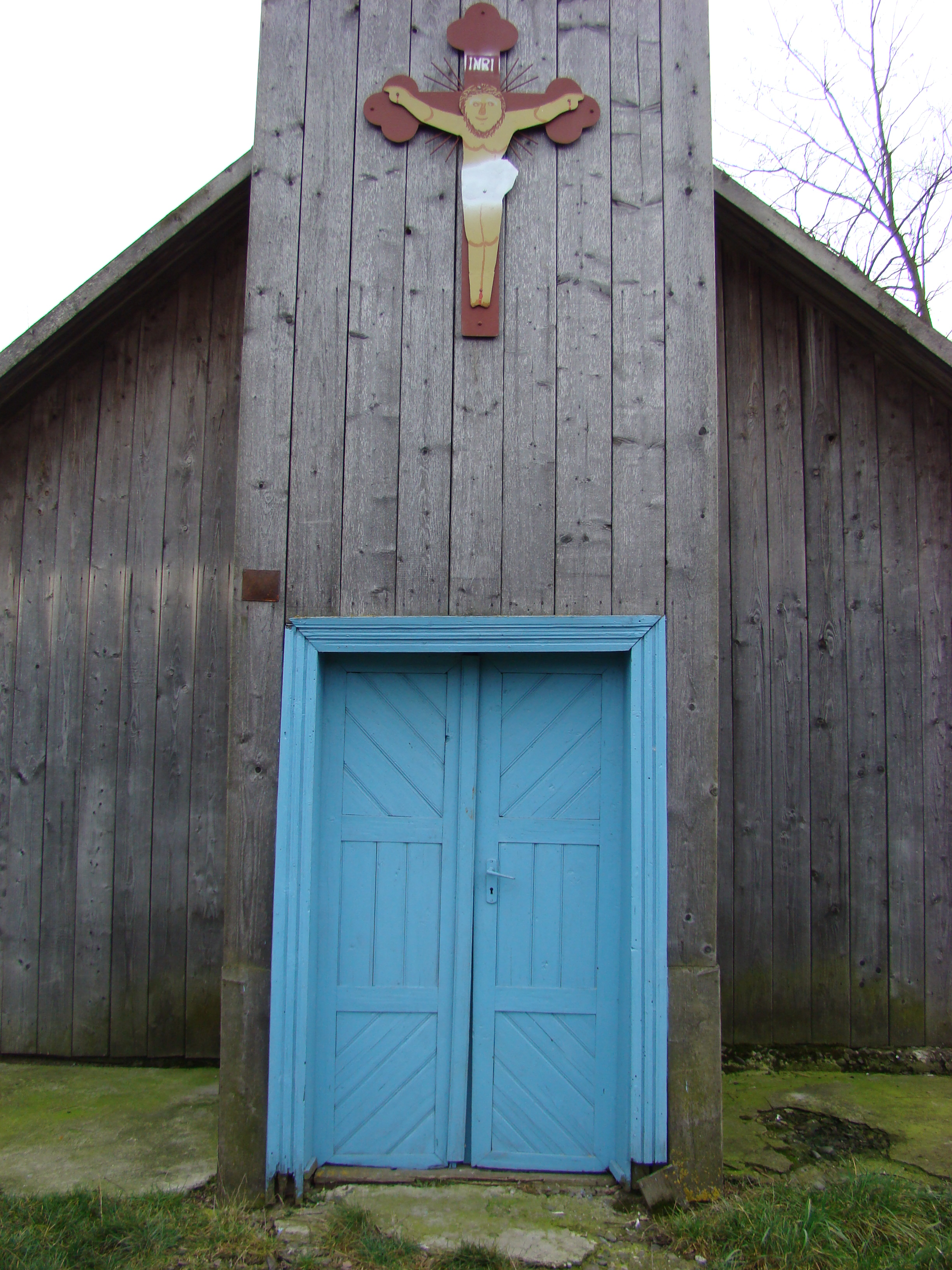
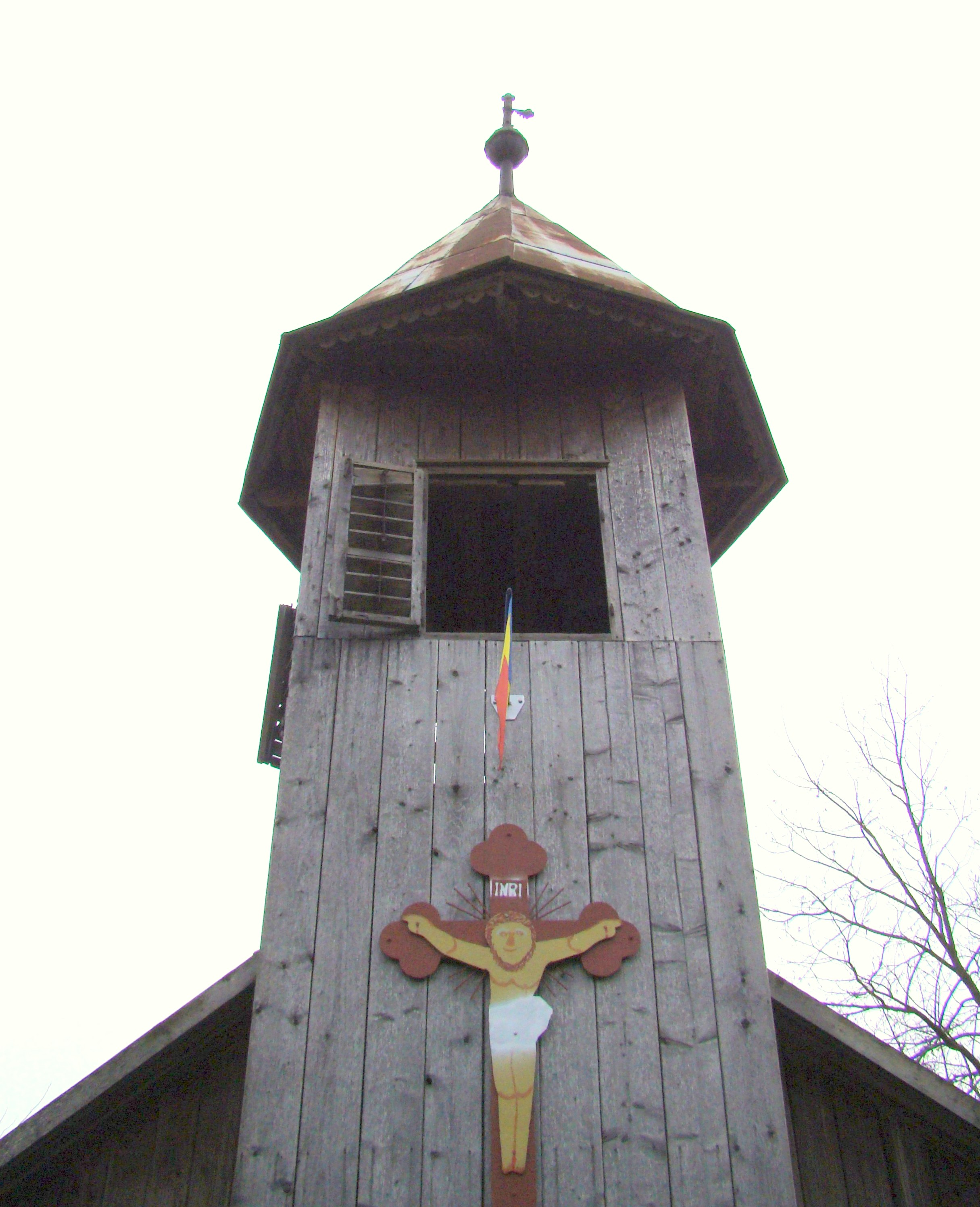
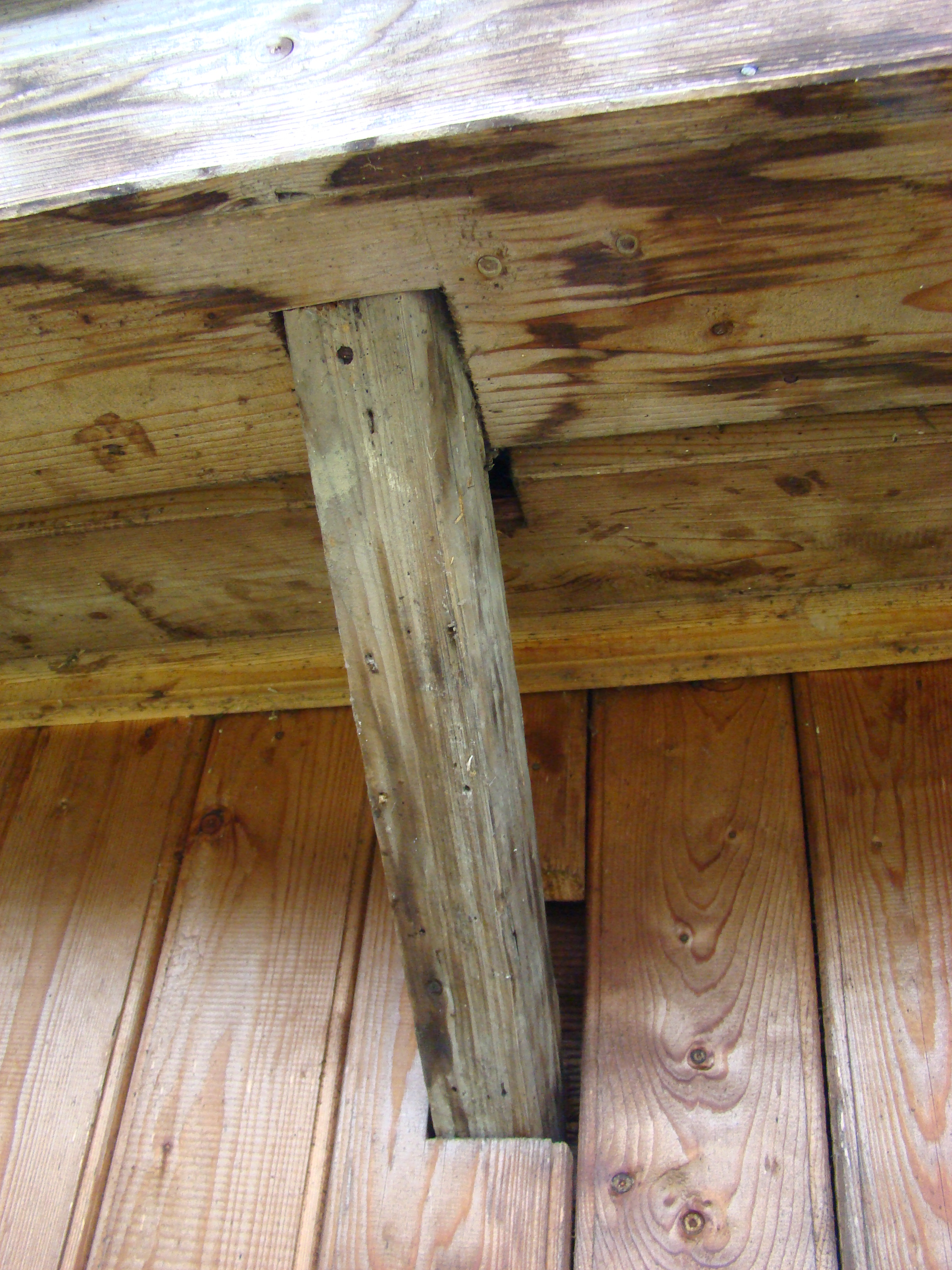
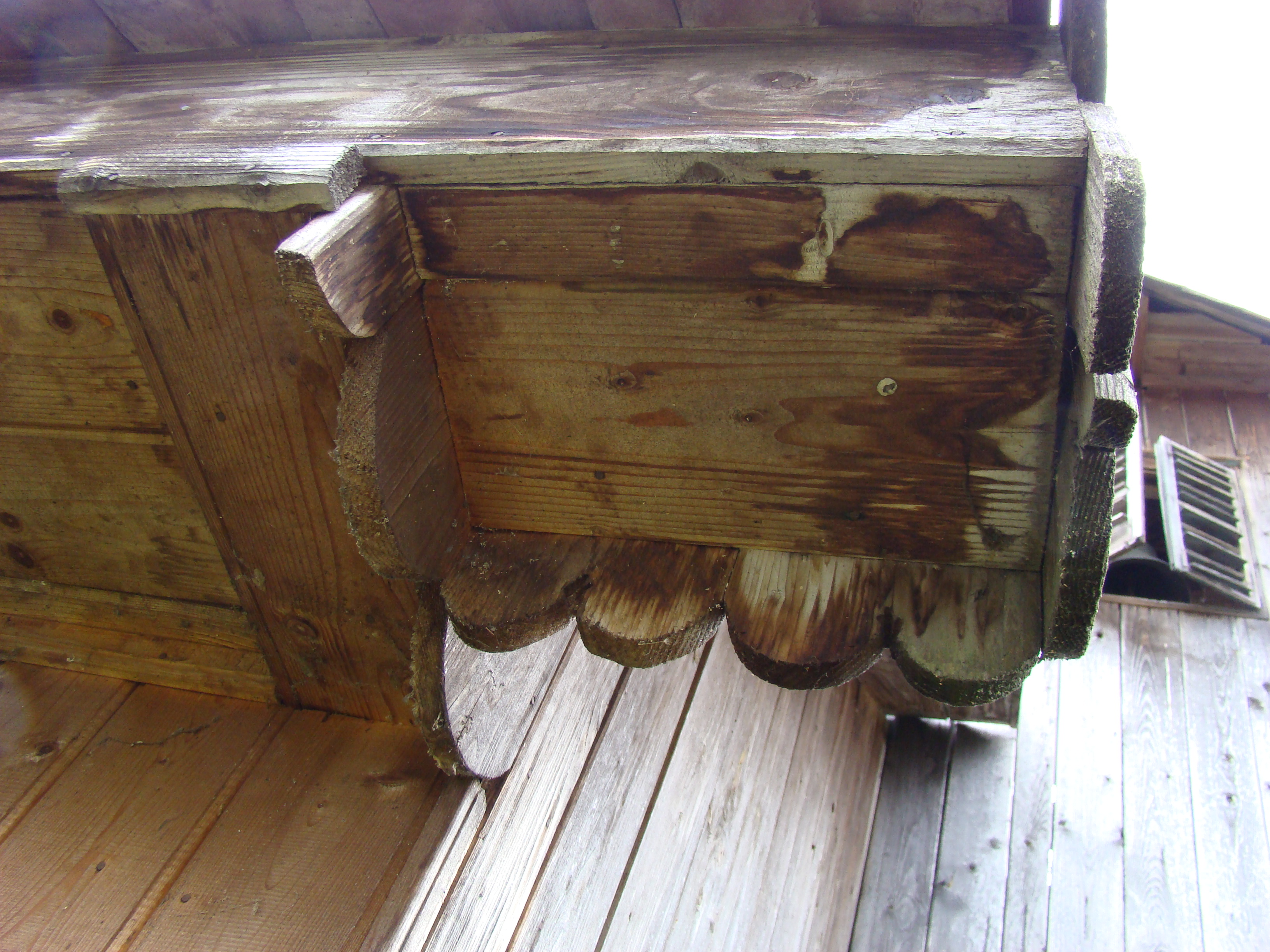
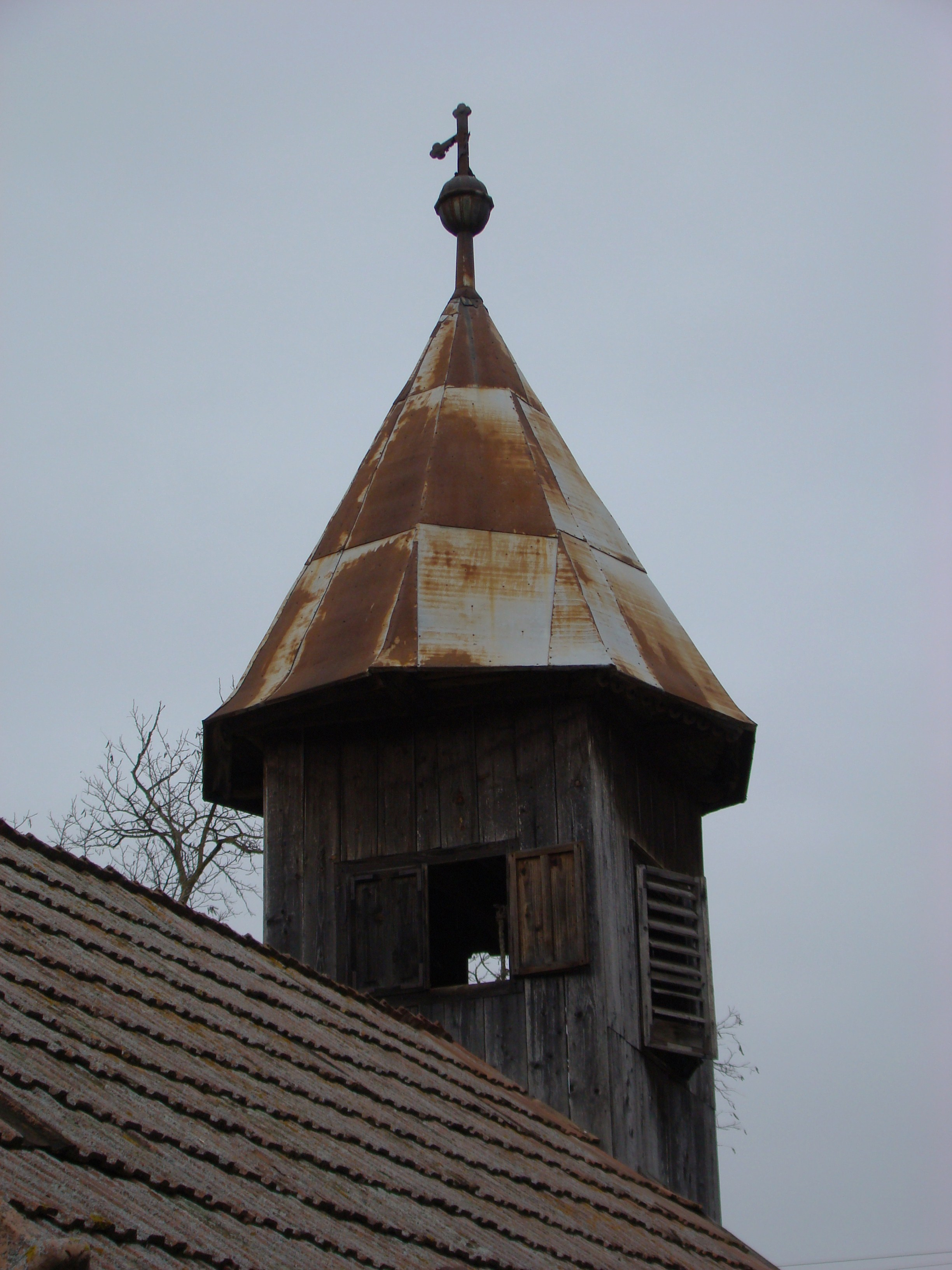
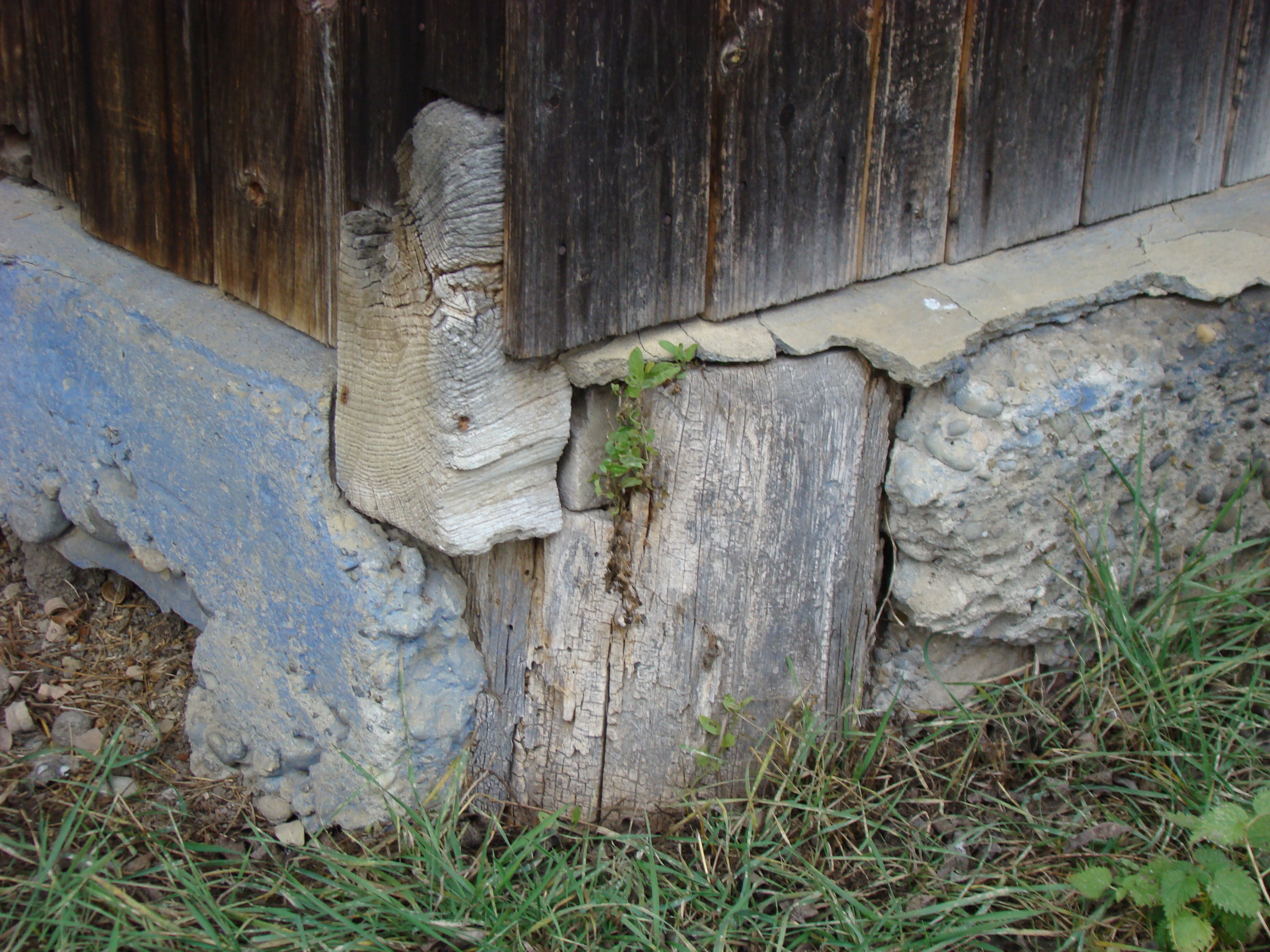
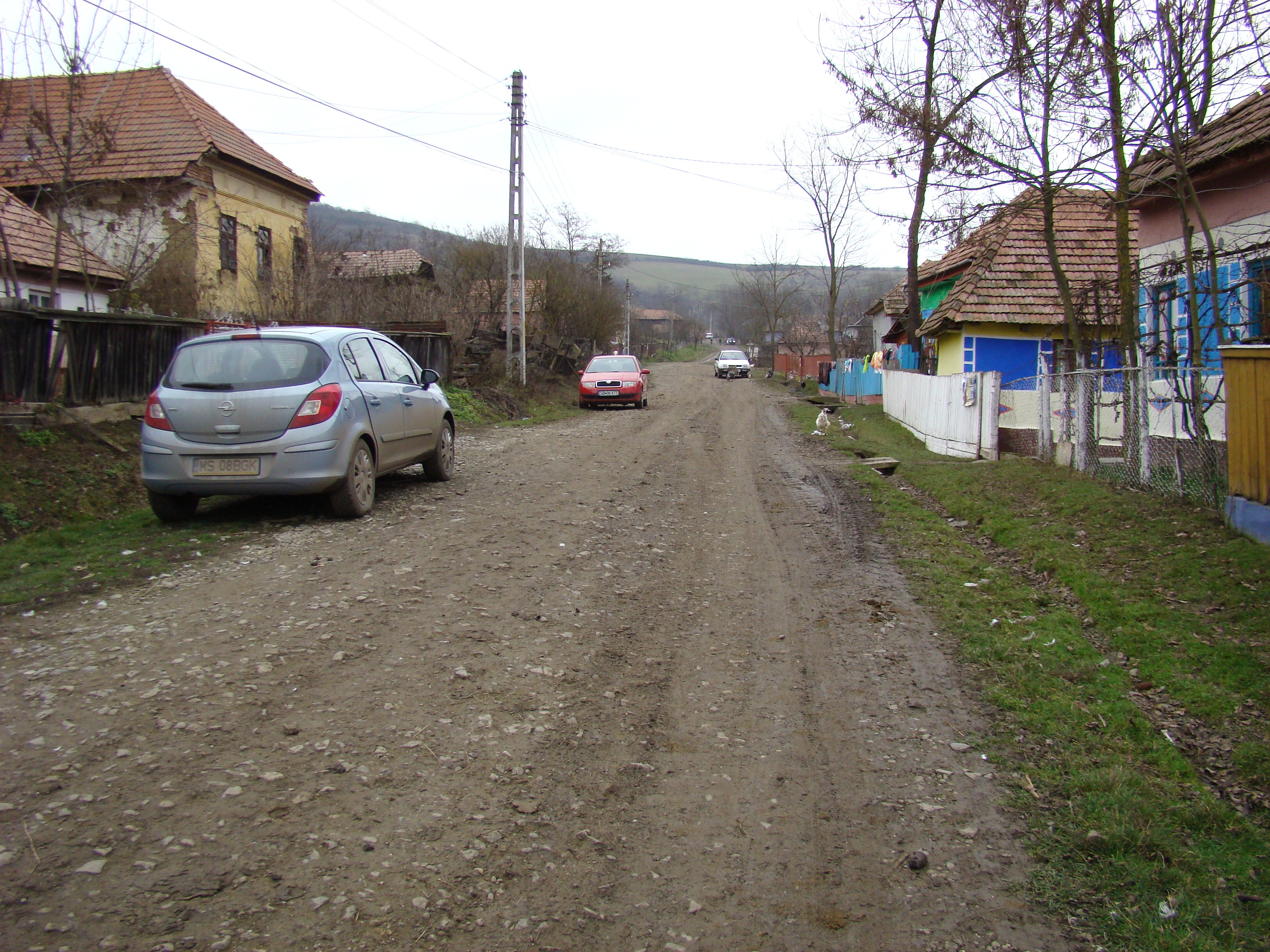